# Istoria Austriei

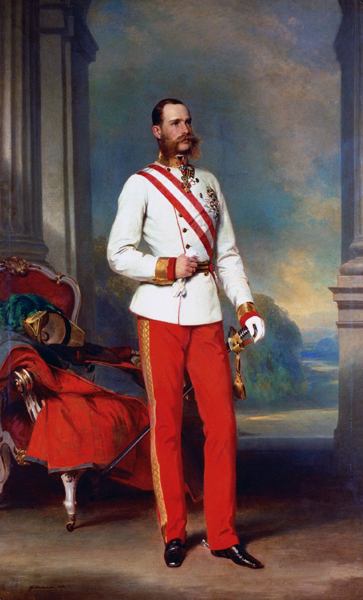
Franz Joseph, împărat al Austriei și rege al Ungariei, a cărui conducere a marcat o perioadă de înflorire pentru această țară

Istoria Austriei se referă la actualul stat, Austria, și la statele predecesoare, începând din antichitate, trecând prin perioadele de existență a unor forme de stat suverane, anexarea de către cel de-al Treilea Reich, împărțirea în urma celui de-al Doilea Război Mondial și dezvoltarea statului actual.

## Antichitate

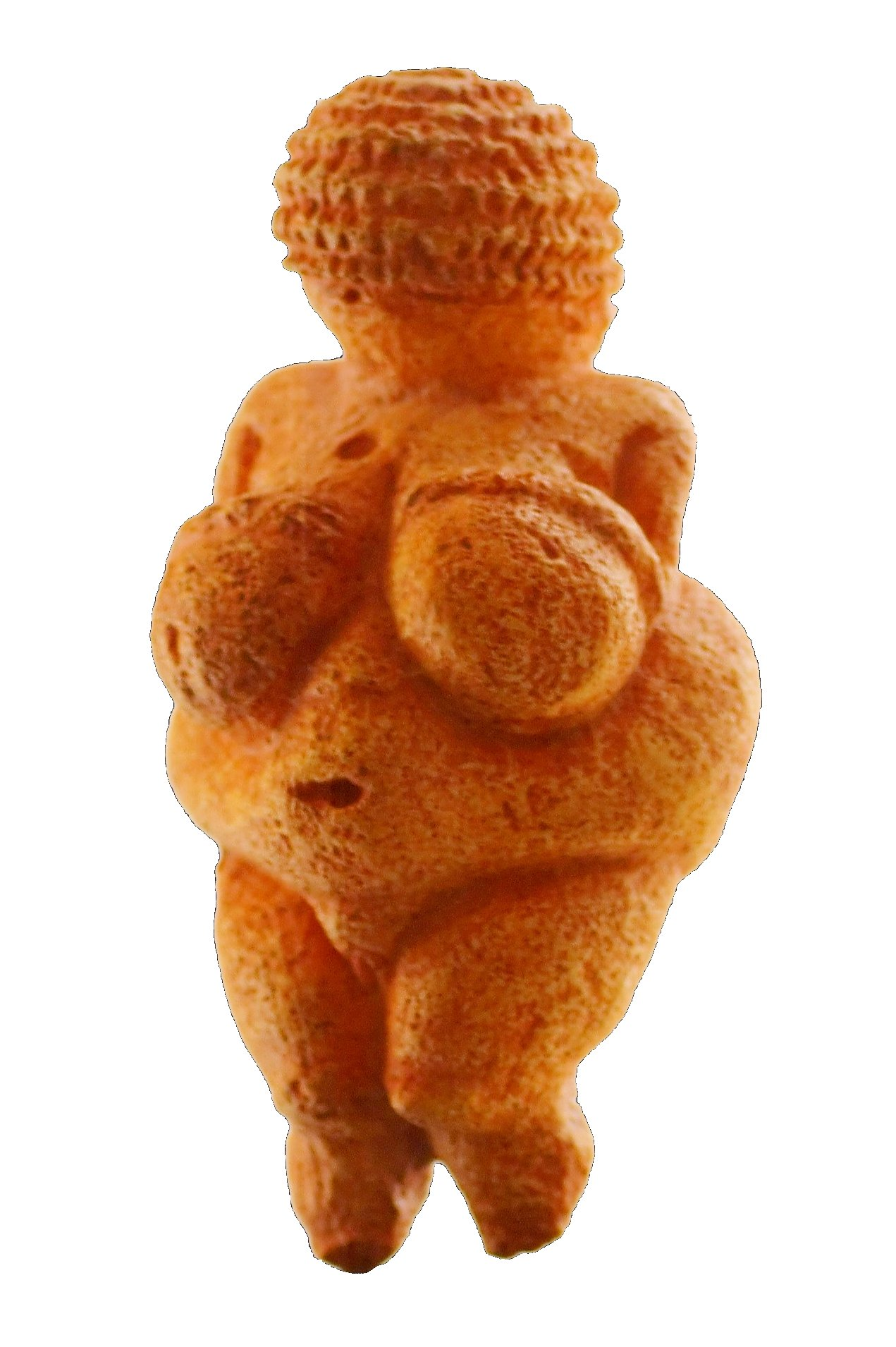
Venus din Willendorf, mesaj de acum 25 de milenii privind semnificația fertilității

Cele mai vechi urme ale existenței umane pe aceste ținuturi datează din paleolitic, lucru dovedit de vestigiile atribuite Neanderthalilor.
Astfel, în peștera Gudenus, la nord de Wachau, s-au descoperit unelte prelucrate din os datând de acum 70.000 de ani.
Printre vestigiile celebre, putem menționa:
- Venus din Galgenberg, o statuetă de acum 30.000 de ani, din perioada Aurignacian (paleoliticul de mijoc), fiind una dintre cele mai vechi reprezentări feminine[2].
- Venus din Willendorf, o reprezentare similară de acum 25.000 de ani[3]

Dar prima civilizație care a putut fi reconstituită este aceea de tip Hallstatt. Numele acestei culturi și a perioadei în care s-a dezvoltat (corespunzând tranziției din epoca bronzului în cea a fierului) provine de la localitata Hallstatt, în care s-au făcut descoperiri arheologice substanțiale.
Prosperitatea acestei epoci se datorează în special exploatării minelor de sare, existente în zona actualului Salzburg.
Înca din epoca bronzului, regiunea Austriei era un centru important de extracție a sării și de prelucrare a metalelor.
Cei mai vechi locuitori cunoscuți ca seminție sunt tauriscii, care formau un trib celtic si care au fost succedați de norici, de origine similară.
Aceștia din urmă formează (800 - 400 î.Ch.) un prim regat, Noricum, în apropierea Dunării, ale cărui așezări devin bogate în urma exploatării și vânzării sării.
În anul 14 î.Hr., partea de sud a regiunii austriece, din zona Dunării a fost cucerită de romani. iar Noricum devine provincie romană odata cu regiunile invecinate din Panonia.
Partea de la sud de Dunăre intra în posesia triburilor marcomane.
Printre coloniile romane fondate putem enumera: Vindobona (Viena de astăzi), Carnuntum (capitala provinciei romane Panonia Superioară), Vinurum (lângă actualul Maria Saal), Teurnia (lângă Spittal an der Drau), Flavia Solva (lângă Leibnitz), Juvavum (Salzburg), Ovilava (Wels), Lauriachum (lângă Enns).
Ulterior și Tirolul intră în componența provinciei romane Raetia.
Datorită atacului popoarelor migratoare, romanii pierd din influență, fiind în cele din urmă alungați prin intervenția unei armate conduse de Hümmgor II.

## Evul mediu

### Fondarea Marcii de Est
În perioada migrațiilor barbare, teritoriul Austriei este invadat de huni, avari, triburi germanice (vandali, goți, lombarzi, bavari, alemani) și slavi. Ultimele două popoare migratoare menționate (triburile germanice și slave) se vor contopi cu populația locală celto-romană. În secolul al V-lea, invazia boilor (un alt trib celtic care a dat numele Boemiei de astăzi) aduce o perioada de conflicte continue pentru dominarea acestor teritorii cu germanicii și cu alte triburi invadatoare. În secolele al V-lea și al VI-lea, tribul germanic al bavarilor se stabilesc în partea de vest a teritoriului, invazie urmată de cea a alemanilor. Tot în aceeași perioadă, în Carintia, teritoriu din sudul teritoriului Austriei de azi, se formează și evoluează statul slav Carintania, ținut care în secolele următoare, al XII-lea și al XIII-lea, intră în stăpânirea regelui ceh Ottokar al II-lea Přemyšl.
În prioada următoare, teritoriul Austriei actuale intră sub dominația francilor, apoi a Imperiului Carolingian al lui Carol cel Mare (Charlemagne) care, in 788 încurajează creștinismul. În 791 – 796 Carol cel Mare cucerește pe avari și, în scopul întăririi poziției deținute în zonă, fondează Marca de Est, nucleul viitorului Imperiu Austriac și astfel trasează o graniță în regiunea Austriei Inferioare de astăzi pentru a stopa avansarea slavilor și avarilor în est. Pentru o scurtă perioadă, acesta zonă intră sub dominația maghiarilor, dar în 955, Otto I, împaratul Sfântului Imperiu Roman, îi învinge în bătălia de la Lechfeld și restaurează independența Mărcii de Est, ca bastion al populației germanofone. Ulterior, în 976 (dupa alte surse în 973,) teritoriul Austriei de azi, cunoscut ca Marchia Orientalis, este lăsat moștenire casei Babenberg, (mai precis, lui Leopold de Babenberg) .
Prima atestare documentară a denumirii Austria datează în 996, când apare termenul Ostarrichi, care va deveni Österreich.
În 1156 documentul Privilegium Minus, emis de Frederic I, Barbarosa, ridică margraful austriac la rang de ducat. În 1129 Babenbergii obțin și ducatul Stiria. Sub stăpânirea babenbergilor, Marca de Est se întărește adăugându-și noi teritorii. Astfel, între 1141 și 1177, aceasta se unește cu Marca de Jos (teritoriu aflat la sud de râul Enns) formand împreună un ducat sub conducerea lui Henry JasomirgottSuccesorii au extins ducatul, mai ales Leopold al VI-lea care a ieșit victorios în luptele cu maghiarii și cu musulmanii care îl amenințau.
Dar în 1246, o dată cu moartea lui Frederick II (într-o lupta împotriva maghiarilor), se stinge linia Babenbergilor. Ducatele Austria, Stiria și Carintia intră pentru o scurtă perioadă sub stăpânirea lui Otakar II al Bohemiei.

## Monarhia habsburgică (secolul al XIII-lea – 1918)
Începând cu 1273, timp de peste șase secole (până în 1918 la Primul Război Mondial), țara intră sub dominația habsburgilor, care au lărgit zona de influență a Reichului printr-o politică abilă de căsătorii și moșteniri.
Sub Habsburgi, țara devine o mare putere, iar în 1452 sub Frederic al III-lea, devine imperiu.
Printr-o politică de căsătorii încheiate cu multă abilitate, Habsburgii își asigură în secolul al XV-lea influența în Franța și devin chiar regi ai Spaniei și ai coloniilor ei abia fondate peste Ocean.

### Începutul domniei habsburgilor (1278 – 1526)

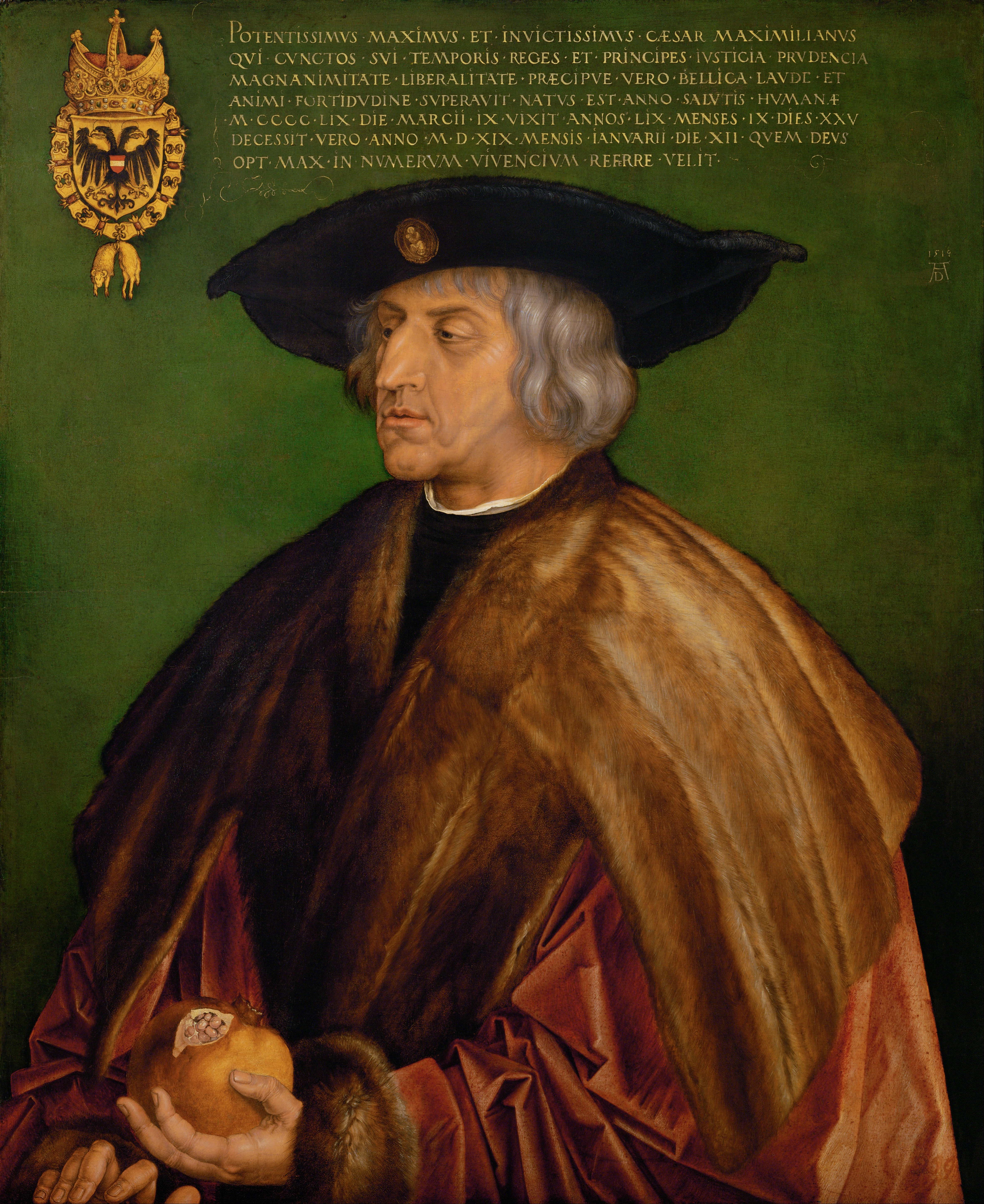
Maximilian I, portret realizat de Albrecht Dürer

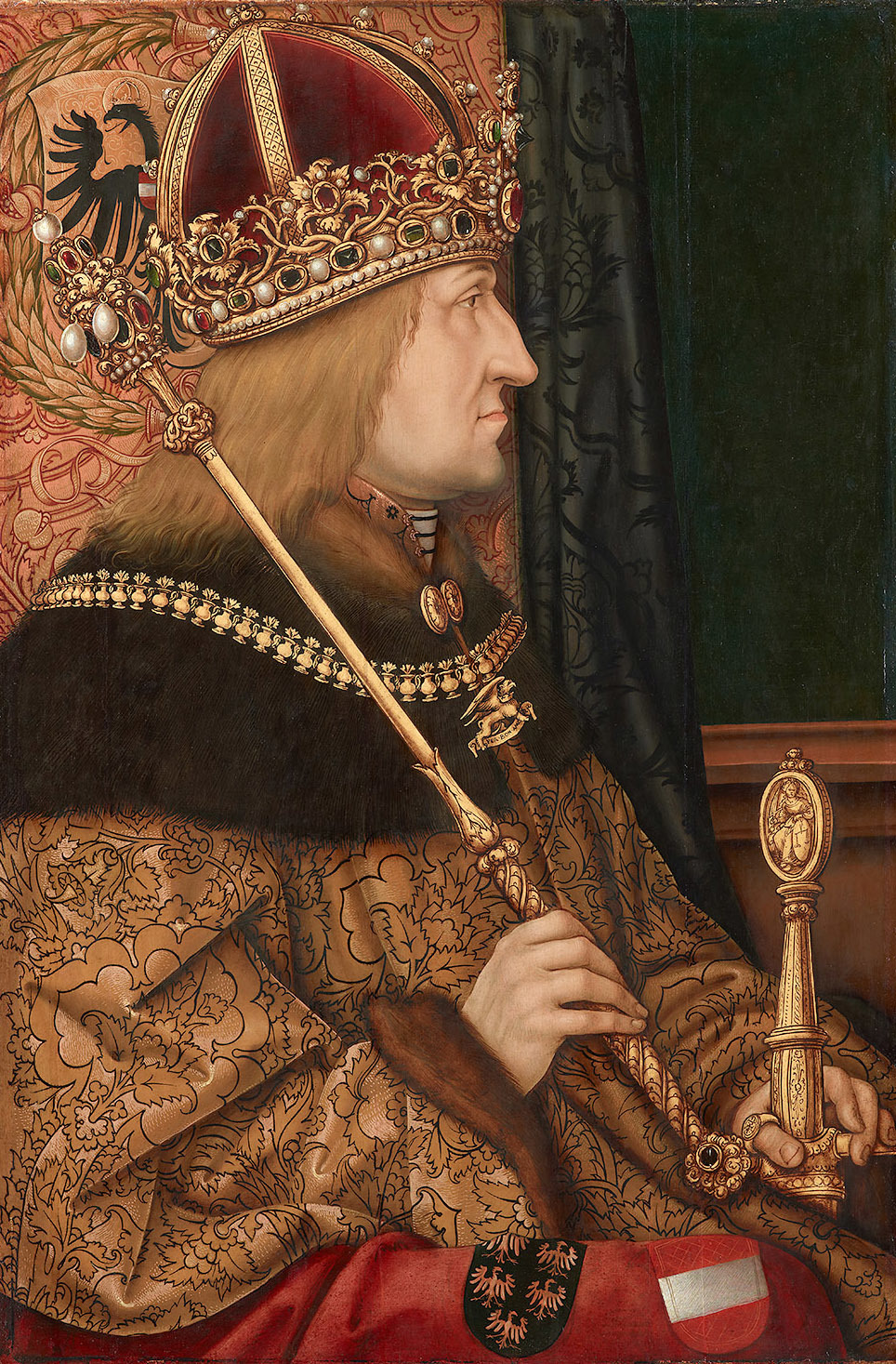
Împăratul Frederic al III-lea

O perioadă, regiunea rămâne fără conducător și, în această stare de incertitudine, Austria (care includea Styria și Carniola), este anexată la Boemia de către Ottokar al II-lea. Împotrivindu-se dorinței de dominare a lui Rudolf I de Habsburg, Ottokar este învins de acesta în Bătălia de la Marchfeld unde, în 1278, își găsește sfârșitul.
În 1282 împăratul lasă teritoriul moștenire fiilor săi, Rudolf al II-lea și Albert I. Începe lunga eră a dominației habsburge (care durează până în 1918).
Cinci secole de acum încolo, conducătorii Austriei sunt aleși de către împăratul Sfântului Imperiu Roman.  Albert al II-lea, care vine la conducerea ducatului în 1330, mărește teritoriul acestuia în mod substanțial.
Astfel, în 1335, acesta anexeaza Carinthia si Cariola, iar în 1363 Albert al III-lea ia în stăpânire Tirolul.
Urmează două secole pline de vicisitudini. Se remarcă domnia lui Sigismund de Luxemburg (1387 – 1437), care este succedat de ginerele său, Albert de Austria care devine rege german în 1438 prin căsătorie cu fiica lui Sigismund.
Din acest moment (cu excepția perioadei 1740 – 1745), conducătorii habsburgi ai Austriei sunt aleși și ca împărați ai Sfântului Imperiu, istoria Austriei devenind strâns legată de cea a Imperiului până la destrămarea acestuia din 1806.
În 1453, Frederick al III-lea ridică Austria la rang de arhiducat, iar în 1493, regiunea intră în posesia fiului său, Maximilian I.

### Reforma (1526 – 1618)

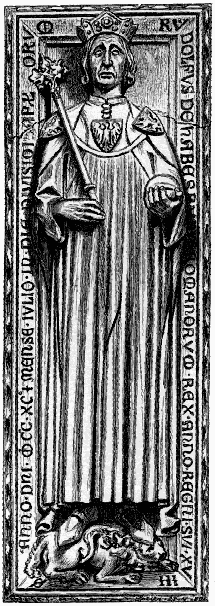
Rudolf de Habsburg, placa funerară de pe mormântul aflat în Domul din Speyer

Asistăm la apogeul puterii habsburgice. Printr-o serie de căsătorii bine alese, dinastia își consolidează o puternică împărăție. Astfel în 1477 arhiducele Maximilian s-a căsătorit cu Maria, moștenitoarea Burgundiei și cea mai mare parte a teritoriilor Țărilor de Jos au fost preluate de familie, fiul său, Filip cel Frumos s-a căsătorit cu Ioana de Castilia, moștenitoarea Castiliei și Aragonului. Filip moare în 1506, iar fiul său Carol al V-lea (sau Carol Quintul), moștenind coroanele reunite ale Austriei si Spaniei, devine împărat al Sfântului Imperiu.
În posesia lui Carol Quintul se mai aflau: Țările de Jos și teritoriile din Lumea Nouă ale Spaniei.
În 1520, Carol Quintul cedează teritoriul Austriei fratelui său, Ferdinand.
În urma Bătăliei de la Mohács din 1526, în care cumnatul lui Ferdinand, Ludovic al II-lea Jagello (al Ungariei și Boemiei) este ucis, habsburgii își extind teritoriile, astfel că Fedinand intră în posesia Boemiei și a acelei părți a Ungariei care nu se afla sub ocupație otomană.
În secolul al XVI-lea, Austria este un adevărat bastion al rezistenței antiotomane.
În 1529, Viena este asediată fără succes de o mare armată otomană.
Intrușii se retrag, dar amenințarea rămâne acută pe parcursul următorului secol și jumătate.
În 1683, turcii amenință cu noi atacuri, dar sunt alungați de prințul Eugen de Savoya până la Belgrad.
De asemenea, Austria devine o adevărată fortareață a catolicismului, împotriva răspândirii protestantismului.
Dupa abdicarea lui Carol Quintul în 1556, Ferdinand I ajunge la tronul imperial, obținând în 1558 titlul de împărat.
Când Ferdinand I moare în 1564, teritoriile stăpânite de acesta sunt împărțite între fiii săi.
Coroana imperială este moștenită de cel mai în vârstă, Maximilian al II-lea și odata cu acesta dobândind și Austria, Ungaria și Boemia.
Cel de-al doilea fiu, Ferdinand al II-lea moștenește Tirolul și Austria Superioară, iar cel de-al treilea fiu, Carol al II-lea dobândește Styria și Carinthia.
Între Habsburgi, aliați cu Sfântul Imperiu Roman, pe de o parte și Imperiul Otoman, aliat cu Hanatul Crimeii, pe de altă parte, are loc un conflict îndelungat, Războiul de 13 ani (1593 - 1608).

### Războiul de 30 de Ani (1618 – 1648)
În 1576 Maximilian al II-lea este sucedat de Rudolf al II-lea a cărui domnie este marcată de incompetență și conflicte religioase. În 1608 acesta este nevoit să cedeze Ungaria, Boemia și Austria fratelui său, Matias I, care la rându-i este succedat, în 1619, de către vărul său, Ferdinand al II-lea.
Ferdinand al II-lea întreprinde eforturi în direcția orientării spre catolicism a tuturor provinciilor aflate sub stăpânirea sa unde protestantismul câștigase teren. Intoleranța sa face ca în mai 1618 să izbucnească Războiul de 30 de ani care s-a desfășurat în special pe teritoriul Sfântului Imperiu Roman soldându-se cu pagube substanțiale în această regiune. Razboiul se încheie în 1648 cu Pacea de la Westfalia, Austria devenind slăbită în urma tentativelor eșuate de a lua în stăpânire Germania.

### Ascensiunea la putere a Austriei (1648 – 1714)
În timpul domniei lui Leopold I (1658 - 1705), turcii încearcă un nou asediu al Vienei.
Dar în 1683, forțele polono-austriece, conduse de Ioan Sobieski, înving pe turci la Viena.
Austria învingătoare reușește astfel să preia Ungaria de sub stăpânirea otomană, proces încheiat în 1697 și consfințit prin Tratatul de la Karlowitz din 1699.
Leopold I și Ludovic al XIV-lea al Franței ajung la conflict în pretențiile acestora asupra Spaniei.
Leopold I moare în timpul acestui război de succesiune asupra Spaniei (1701 - 1714), locul său fiind preluat de Ioseph I.

### Carol al VI-lea și Maria Tereza (1711 – 1780)

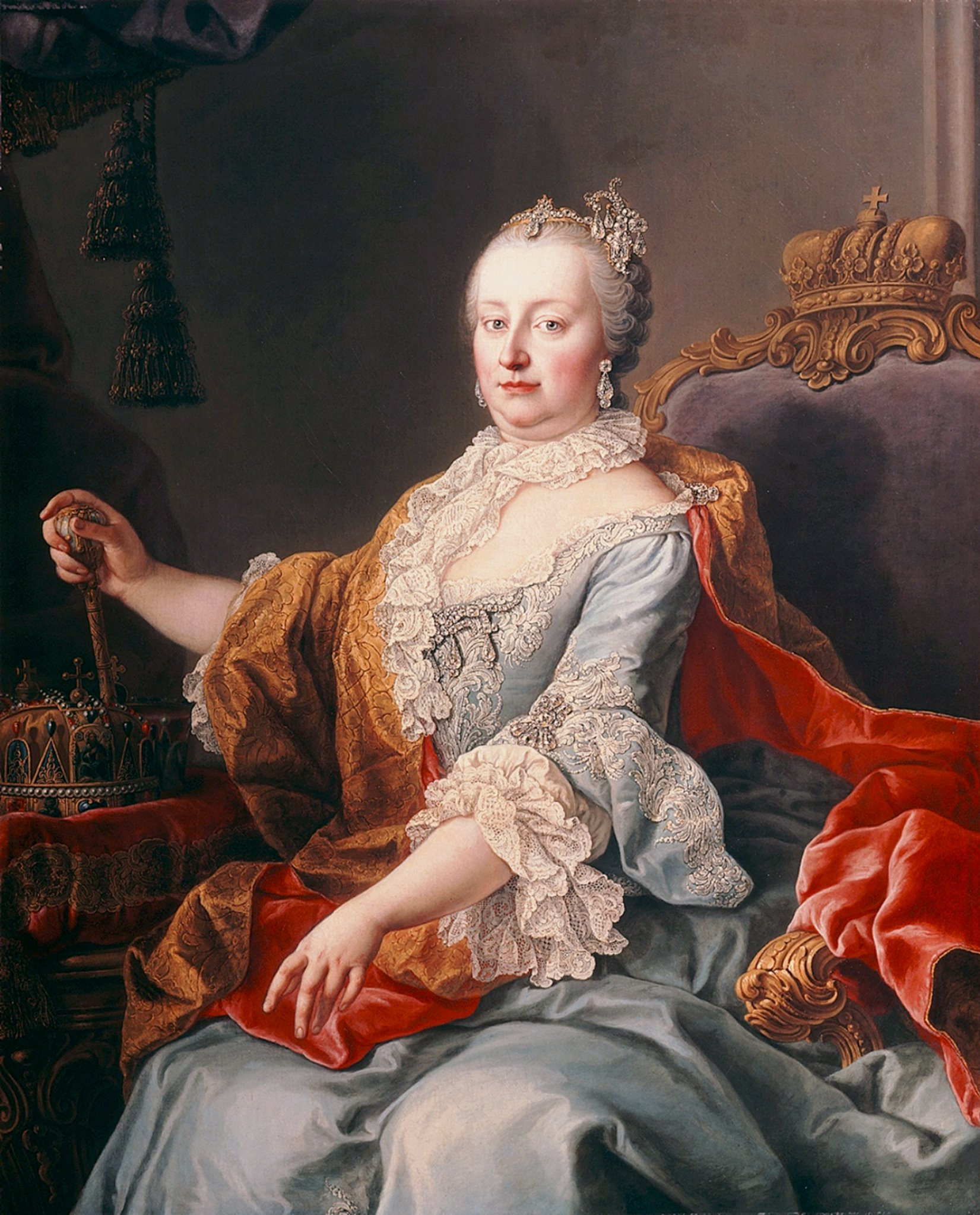
Împărăteasa Maria Terezia (1740–1780)

Iosef I, neavând urmași, este succedat, în 1711, de fratele său, Carol al VI-lea.
Tratatele de la Utrecht (1713) și de la Rastatt (1714) pun capăt războiului de succesiune.
Austria intră în stăpânirea lui Carol al II-lea, care dobândește Țările de Jos Spaniole (Belgia și Luxemburgul actual) și preia controlul politic asupra unei mari părți a Italiei (republicile Napoli, Mantova și Sardinia), în timp ce tronul Spaniei revine lui Filip al V-lea, nepotul lui Ludovic al XIV-lea.
Eliberarea de amenințarea turcească este semnalul de început pentru o înflorire, până atunci de neconceput, a artei și culturii austriece: clădiri superbe, cum ar fi remarcabilul palat Schönbrunn (azi moștenire culturală mondială, conform UNESCO) sau Domul din Salzburg, arhitecți precum Johann Fischer von Erlach, Lukas von Hildebrandt, Jakob Prandtauer și alții creează lucrări de o deosebită valoare.
Când Carol al II-lea moare în 1740, se stinge și linia bărbăteasca a habsburgilor.
Filip al V-lea fusese numit succesor de către Carol al II-lea, dar la moartea acestuia din urmă, Frederic al II (Frederic cel Mare) revendică Silezia și astfel, în același an , 1740, se declanșează războiul de succesiune asupra Austriei, în care Anglia, Sardinia și Olanda erau de partea Imperiului Austriac, iar Prusia era susținută de Franța și Spania.
Carol al II-lea elaborase și un document numit Sancțiunea Pragmatică prin care admitea succesiunea feminină la conducerea țărilor habsburgice, astfel că fiica sa, Maria Tereza devine arhiducesă a Austriei și regină a Ungariei, dar în 1742, Carol Albert de Bavaria este numit rege al Boemiei și ales împărat sub numele de Carol al VII-lea.
Acesta din urmă moare în 1745, iar soțul Mariei Tereza, ducele Francisc Ștefan de Lorena, a fost ales împărat sub titlul Francisc I.
Lupta perntru succesiune continuă încă trei ani, încheindu-se în 1748 cu Tratatul de la Aix-la-Chapelle.
Austria pierde numai Silezia, care intra în posesia Prusiei.
Maria Tereza continuă politica de reforme prin care asigură puterea și stabilitatea imperiului.
În 1756 prin Tratatul de la Versailles, se stinge rivalitatea dintre habsburgi și burboni.
Totuși, nemulțumită de pierderea Sileziei, Maria Tereza, cu sprijinul Franței, Rusiei, Saxoniei și Suediei pornește un război împotriva lui Frederic cel Mare al Prusiei.
Numit si Războiul de Șapte Ani, acesta este o adevărata conflagrație mondială.
De partea Prusiei intră Anglia, electoratul Hanovrei, Portugalia și alte state mai mici.
Dupa încheierea războiului, Silezia rămâne în continuare în componența Prusiei.

### Domnia lui Iosef al II-lea și a lui Leopold al II-lea (1780 - 1792)
În 1756 Iosif al II-lea devine împărat al Sfântului Imperiu și co-regent cu Maria Tereza, mama sa.
În 1772, Austria câștigă Galiția, participând alături de Rusia și Prusia la împărțirea Poloniei, iar în 1774 câștigă Bucovina.
În 1780, moare Maria Tereza, Iosef rămânând singur la conducere.
Acesta întreprinde reforme în domeniul educației și sănătății, succesul asigurându-i titlul de monarh iluminat.
Este lichidată iobăgia, sunt reformate armata, guvernarea, legislația.
Puterea bisericii este limitată, asigurându-se astfel toleranța religioasă.
Din nefericire, supus la presiuni, în 1790, cu puțin timp înainte de a muri, Iosif al II-lea revocă majoritatea reformelor sale radicale.
Iosif este succedat de fratele său Leopold al II-lea.
Acesta reușește să mențină pacea în zone ca Țările de Jos și Ungaria, dar Imperiul Habsburgic, format din entități atât de diferite și îndepărtate, își mentine cu greu consistența.
Revoluția franceză și destinul Mariei Antoneta și al lui Ludovic al XVI-lea, care cad victimă acestei mari mișcări sociale, îl determină pe Leopold să se alieze cu Prusia împotriva Franței.

### Perioada revoluției franceze și era napoleoniană (1792 - 1814)

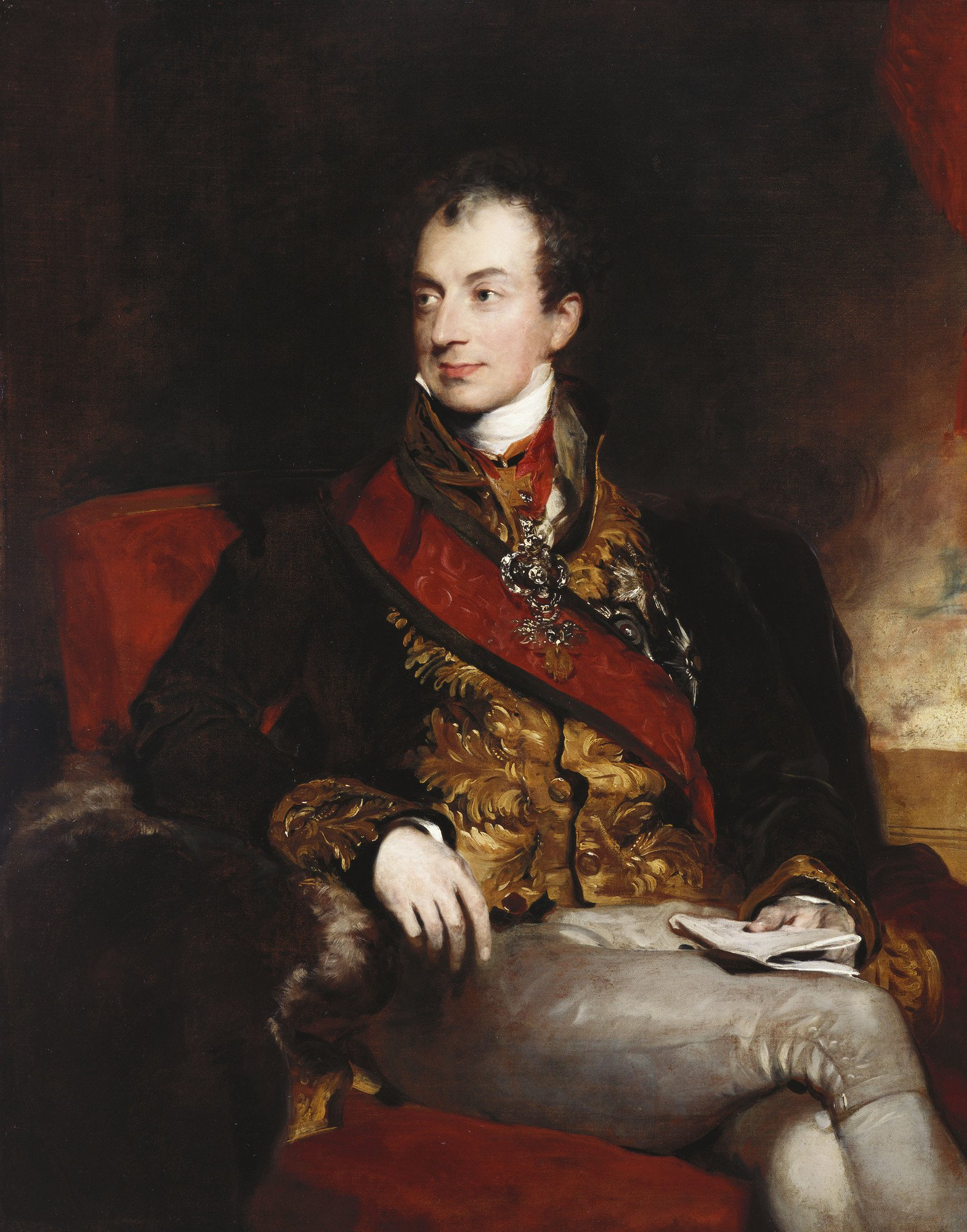
Cancelarul Metternich (pictat de englezul Thomas Lawrence)

La moartea lui Leopold, Franța declară război împotriva fiului acestuia, Francisc.
Acesta a fost ultimul împărat al Sfântului Imperiu Roman de Națiune Germană (1792-1806), cunoscut și sub titulatura sub numele de Francisc al II-lea (Franz II).
În 1792 -1797 are loc războiul dintre Austria și Franța Revoluționară.
Invazia Austriei și Prusiei asupra Franței se soldează cu înfrângere, forțele franceze capturând Țările de Jos.
În timpul lui Francisc al II-lea, politica externă a Austriei poartă amprenta personalității ministrului de externe, Metternich, unul dintre cei mai importanți diplomați ai acelei epoci.
Deși Imperiul Austriac se afla într-o continuă decădere, acesta luptă să mențină puterea monarhiei într-o Europă în care începea să adie vântul revoluționar al democrației.
În 1795, la a treia și ultima împărțire a Poloniei, Austria dobândește o parte din aceasta țară, dar în 1797, prin Pacea de la Campo Formio, Imperiul Austriac pierde Lombardia în defavoarea Franței, care, în plus, emite pretenții asupra Țărilor de Jos.
Ca o compensare, Austria primește Veneția.
În 1800 în urma Bătăliei de la Marengo, Austria lui Francisc al II-lea este înfrântă de trupele franceze ale lui Napoleon.
Pe 9 februarie 1801, între Franța și Austria se încheie Pacea de la Lunéville, care prevede încetarea conflictelor din Austria și Franța. În 1804 Francisc, anticipând abolirea Sfântului Imperiu de către Napoleon, abandonează titlul de împărat al Sfântului Imperiu și îl adoptă pe cel de împărat ereditar al Austriei sub numele de Francisc I al Austriei. 11 august 1804 este data fondării Imperiului Austriac de către Francisc; capitala este Viena.
În 1805, provocată la război datorită anexării Italiei de către Napoleon, Austria este învinsă în Bătălia de la Ulm și cea de la Austerlitz, în urma cărora Viena este ocupată de francezi, iar, un an mai târziu, în 1806, în urma Bătăliei de la Jena Sfântul Imperiu este dizolvat.
Prin Tratatul de pace de la Schönbrunn din 1809 (cunoscut și sub numele de Pacea de la Viena), Austria pierde: Trieste, Camiola-Slovenia și o parte din Carintia, iar fiica lui Francisc, Marie Louise este nevoită să se casatorescă cu Napoleon.

Blazonul împăratului Franz Joseph

În perioada 1809 – 1848, Austria joacă un rol important în înăbușirea mișcărilor de emancipare a națiunilor din întreaga Europă.
În 1812 Austria devine aliata lui Napoleon și urmează armata franceză în campania împotriva Rusiei, soldată cu eșec. Austria întoarce armele împotriva Franței și, aliată cu Rusia, Prusia și Suedia, prin Bătălia de la Leipzig din 1813, îl învinge pe Napoleon și invadează Franța. Prin hotărârea Congresului de la Viena (1814 – 1815), Austria recâștigă Lombardia, Veneția și Dalmația, ceea ce îi va permite accesul la Marea Mediterană și implicit dezvoltarea comerțului exterior.
Totuși Țările de Jos sunt pierdute definitiv de către Imperiul Austriac.
Austria devine, alături de Rusia, Prusia și Franța, una din cele 4 puteri dominante ale Europei.
De asemenea, se fondează Confederația Germană sub președinția Austriei.

### Secolul al XIX-lea (1815 – 1918)

#### Imperiul Austriac în perioada post-napoleoniană

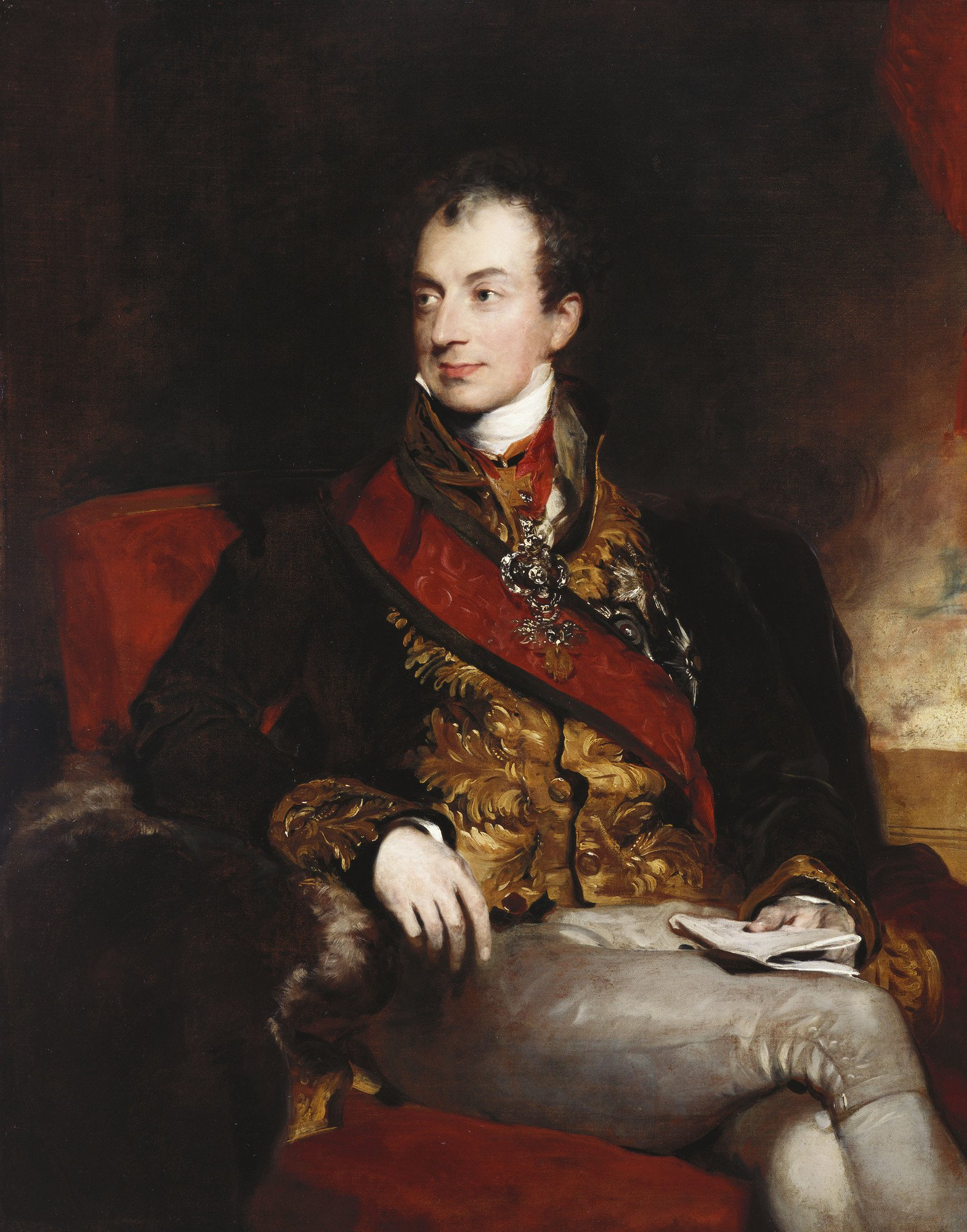
Prințul Metternich (de Lawrence)

În 1804 Sfântul Imperiu Roman a fost desființat de Napoleon, iar ultimul împărat romano-german și-a atribuit titlul de împărat al Austriei. În 1815, după înfrângerea lui Napoleon, cancelarul Metternich a avut un rol fundamental în Congresul de Pace de la Viena la care au participat principalii protagoniști care l-au înfrânt pe Napoleon: Rusia, Marea Britanie, Prusia și Austria. Franța era reprezentată de Talleyrand, mandatat de Ludovic al XVIII-lea, grație abilităților sale de diplomat. Congresul de la Viena (1 noiembrie 1814 – 9 iunie 1815) a fost prezidat de Metternich. Congresul a funcționat pe baza a zece comisii care se ocupau de chestiuni teritoriale, de problemele de navigație pe râuri sau fluvii, de chestiuni privind comerțul sau de dreptul internațional. Au fost stabilite ranguri diplomatice care au rămas valabile până în 1860. Danemarca, aliată cu Napoleon, a pierdut Norvegia care a fost oferită Suediei. Marea Britanie a insistat pentru crearea unui stat puternic în nord-estul Franței prin unirea Olandei cu Belgia pentru a se naște Regatul Unit al Țărilor de Jos pentru a împiedica Franța să se apropie de coastele Marii Britanii. Prusia a câștigat enorm teritorial, extinzându-se spre vest până în Renania, devenind astfel vecina Franței. În peninsula italiană, statele italiene au fost scoase de sub controlul francez, Lombardia și Veneția sunt luate sub stăpânirea austriacă, dar regatul Piemontului urmărea unificarea. În Europa centrală s-a creat o confederație germană care cuprindea doar 39 de state (în raport cu 380 înainte de război). Erau doi actori principali ai chestiunii germane și ai procesului de unificare: Prusia și Austria. S-a creat un parlament cu atribuții reduse având sediul la Frankfurt. Polonia a fost împărțită pentru a patra oară în istorie: teritoriile vestice îi reveneau Austriei și Prusiei, iar teritoriul estic îi revenea Rusiei (inclusiv Varșovia) creându-se un regat cu autonomie consistentă de uniune personală cu aceasta, avându-l că suveran pe țarul Alexandru I al Rusiei. 
Austria era compusă din nouă provincii cu autonomie cu autoguvernare, acestea având autoritate istorică. Erau însă două provincii care contau economic și politic: Austria de Jos cu capitală la Viena și Styria cu capitală la Graz, urmând apoi Țările Cehe : Boemia cu capitală la Praga, Moravia cu capitală la Brno, și Silezia care rămăsese Austriei din secolul XVIII după războaiele cu Frederic al ÎI-lea al Prusiei. La 1815 Imperiului Habsburgic i s-au conferit o serie de teritorii precum o parte din Croația de azi, sudul Bavariei, Veneția și Lombardia, împăratul Austriei devenind astfel și rege Lombardo-Venețian. Imperiul Austriei mai cuprindea teritoriile slavilor de sud: Slovenia și Croația de azi, Transilvania, Ungaria, Slovacia, Galiția și Bucovina. În cadrul Imperiului Habsburgic mai era Coasta Dalmației, locuită de slăvi, dar orașele-centre la Marea Adriatică erau dominate de italieni. 
Teritoriile erau foarte diferite economic. Zonele industriale erau completate de cele agrare și invers. În Austria nu mai există șerbie, decât în Ungaria și alte provincii unde feudalismul era încă menținut. Revoluția industrială s-a declanșat în anii 1820, zonele industriale cele mai dezvoltate fiind Austria de Jos, Styria, Boemia și Moravia. Brno era renumit că „Manchester al Europei centrale”, deținând mașini cu abur care apar în Boemia și Moravia, cai ferate, mine de cărbune, mine de fier. Industria textilă a fost prima ramură care a beneficiat de pe urmă industrializării, urmată de industria alimentară. 
Apare însă chestiunea naționalităților, Imperiul Habsburgic fiind un imperiu multinațional. Politic, statul habsburgic nu era constituțional, fiind încă un regim autoritar în fruntea căruia se află Împăratul Francisc I (1792-1835) cancelarul Metternich care controla viață culturală, impunând cenzură și sprijinind biserica catolică, habsburgii având iluzia că Biserica era reprezentată că un element de unitate. Metternich era cel mai mare adversar al liberalilor, Austria fiind condusă de el că un jandarm al Europei. Austriei îi revenea președinția Confederației Germane, având o poziție privilegiată în spațiul german. Confederația Germană era astfel condusă de o dietă aflată sub președinția împăratului austriac. 
Metterinich a convocat o conferință a reprezentanților statelor germane la Viena și a luat măsuri împotriva liberalilor și pentru a-i supraveghea pe principi. În Italia, când se declanșau mișcări de protest, Austria intervenea. 

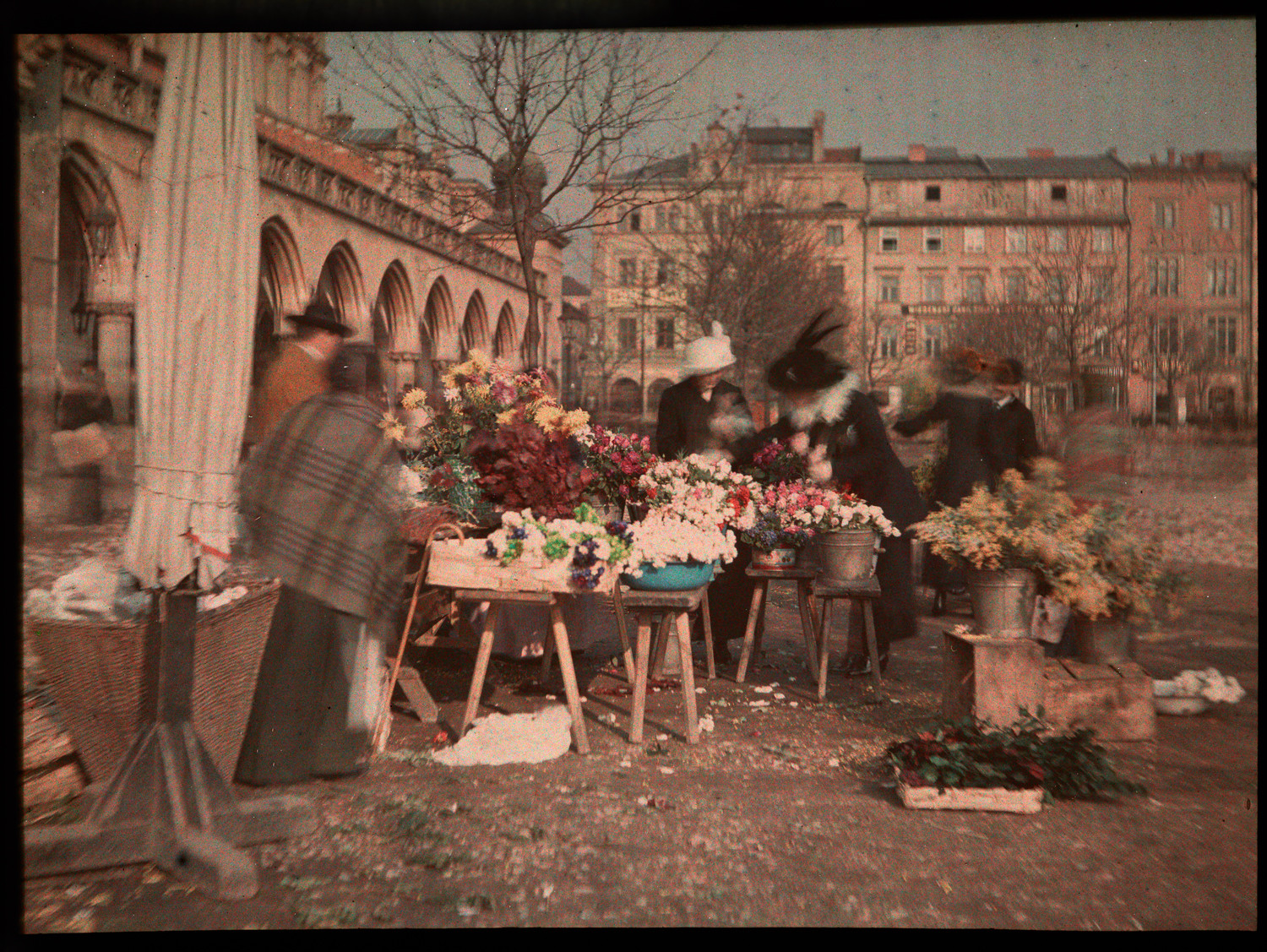
Rząca Tadeusz, Rynek Główny w Krakowie

În prima jumătate a secolului al XIX-lea în imperiu au apărut mișcări naționale care manifestau „deșteptarea națională”. Maghiarii căutau să-și impună individualitatea națională și politică. Cultivarea limbii naționale era o preocupare prezentă în această zonă. În 1825 a fost creată o Academie Maghiară care avea că obiectiv cultivarea limbii maghiare și încurajarea studiului literaturii maghiare. Dar maghiarii mai doreau și recuperarea drepturilor politice care fuseseră diminuate. Doreau recuperarea dreptului de a convoca Dietă Maghiară. Își exprimau pozițiile liberale. Datorită insistențelor nobilimii maghiare (nobilimea mică inclusiv fiind destul de nmeroasa), în 1825, maghiarilor li se permite convocarea Dietei Maghiare.  Cehii, un grup important ca număr și istorie, cu tradiție, au creat o serie de instituții cu caracter cultural, fiind creat și un teatru care să fie prezentat în limba cehă, un Muzeu Național în care să fie promovate istoria, folclorul, și de asemenea, patrioții cehi nobili și burghezi au finanțat cercetări și publicarea unor lucrări. Se dorea cultivarea istoriei proprie a grupului național,descoperirea trecutului glorios, populat de eroi naționali, chiar dacă uneori istoricii au falsificat probe și documente pentru a dovevi evenimentele și a-și justifică naționalitatea și emiterea de pretenții. 
Polonezii din Galiția erau de asemenea un alt grup de luat în considerare. Cracovia din 1808 era declarat un oraș liber până în 1846. Marii proprietari polonezi dețineau terenuri întinse în timp ce țărănimea ruteană era lipsită de pământ. Chiar izbucnise un conflict social și religios dintre polonezi și ruteni. În 1846 s-a declanșat o răscoala țărănească, violență, antipoloneza și antisemită (fiind multe comunități evreiești în zona). Mulți polonezi au lăsat sub administrare pământuri în timp ce aveau alte ocupații. Armata austriacă a intervenit militar și a ocupat Cracovia. 
Alte grupuri naționale precum slovacii, românii sau sârbii abia dacă erau recunoscute. Între timp, un alt grup inceaeca să-și evidențieze identitatea națională: italienii din Regatul Lombardo-Venețian, unde se dezvoltase o cultură proprie italiană. Austriecii se bazau pe lideri locali. Nu există o opresiune sau o privare de drepturi. 

#### Revoluția de la 1848

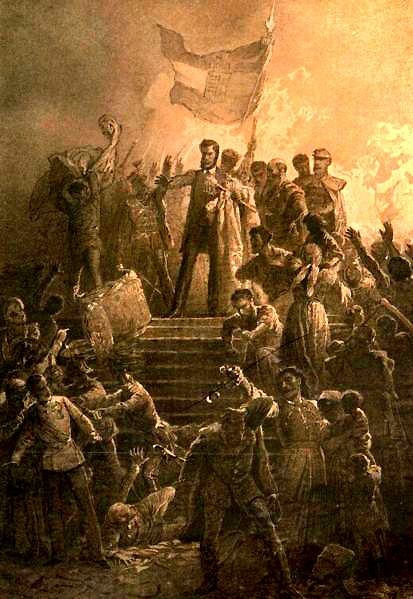
March15

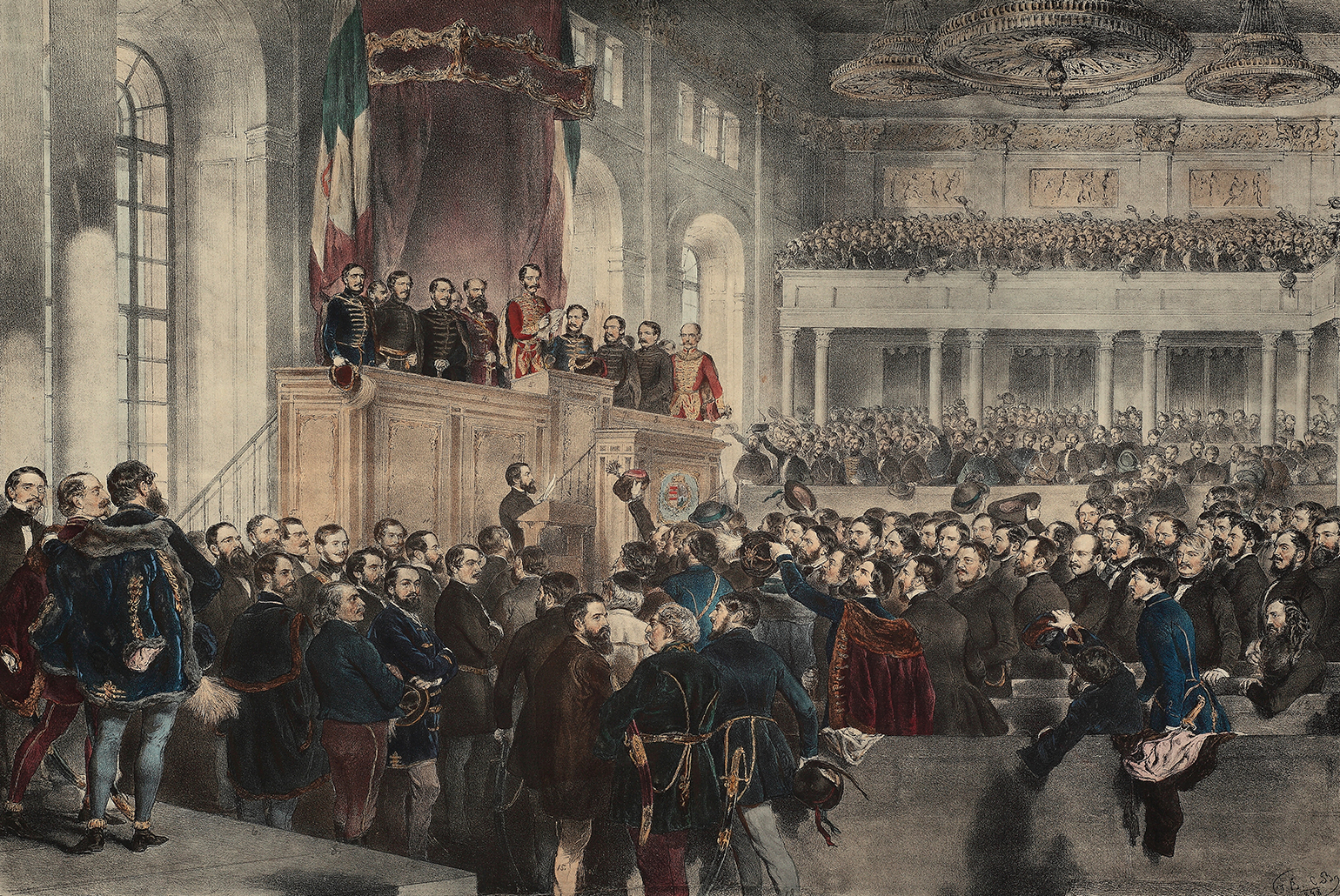
Országgyűlés megnyitása 1848

În 1848, în urmă unei crize economice și sociale, s-a declanșat revoluția la nivel european. În Austria, revoluția începe în martie 1848 odată cu declanșarea unor agitații la Viena în urmă cărora Metterich a demisionat, fugind în condiții dramatice și ridicole din Viena pentru a-și salva viață. Studenții din Universitatea de la Viena au dovedit că sunt o forță dinamică revoluționară. Se constituie astfel un nou guvern care se angajează să elaboreze o constituție. Una dintre revendicările de baza ale revoluționarilor o reprezenta adoptarea unei constituții cu prevederi liberale. În aprilie, constituția a fost elaborară și promulgată. Era însă o constituție care va nemulțumi prin prevederile ei modeste. Revoluționarii vienezi s-au mai revoltat încă o dată simultan cu revoltele din Ungaria. La 15 martie 1848, grupul radical al liberalilor maghiar iau elaborat și prezentat autorităților austriece revendicările unui reprezentant al împăratului în Ungaria. Printre revendicări se numărau formarea unui guvern maghiar responsabil, formarea unui parlament modern, egalitatea în față legilor, impozitelor, egalitatea religioasă, abolirea obligațiilor feudale, tribunale cu jurați, crearea unei bănci naționale, crearea unor forțe militare proprii și unirea Transilvaniei cu Ungaria. Revendicările au fost acceptate pentru că autoritățile de la Viena nu aveau forță să se opună demonstrațiilor din imperiu. Împăratul era pus în pericol. Nu mai erau mijloace de rezistență împotriva demonstranților, împăratul și autoritățile fiind dispuși la negocieri pentru că ulterior să înfrângă revoluțiile. În aprilie, în Ungaria, Dietă a fost dizolvată, au fost organizate alegeri și a fost format un parlament în conformitate cu prevederile constituției. Parlamentul a adoptat legile din aprilie ce vor reprezenta constituția țării. Italienii au declanșat între timp mișcări împotriva austriecilor și lupte de stradă la Veneția și Milano. Luptele îi obligă pe austrieci să se retragă și să se regrupeze. Problema italiană se complicase. În 1848, Piemontul încerca să profite de greutățile austriecilor și îi alungă din peninsula. Regele Piemontului a chemat la lupta voluntari italieni împotriva austriecilor din toate statele: Lombardia, Veneția, Parma, Toscana, Modena, Statul Papal, Regatul Neapolelui și Sicilia. Austriecii s-au confruntat cu un război convențional. În martie, patrioții cehi au venit cu o serie de revendicări de aspect liberal. În Boemia și în celelalte țări cehe existau puternice comunități germane care ocupau locuri privilegiate economic, cultural și politic. În cursul revoluției apar tensiuni între cehi și germani, un antagonism care va dura un secol. 
În cazul Cehiei, se cerea că Boemia, Moravia și Silezia să constituție o singură entitate politică și să aibă un parlament comun. Sunt enunțate idei ale intelectualilor, potrivit cărora există și se manifestă o solidaritate a Țărilor Cehe cu slovacii. 
Austriecii au fost obligați să formeze un nou guvern, să elaboreze o nouă constituție –Constituția Pillersdorf și astfel intră în vigoare pentru țările conduse în mod direct de împărat. S-a creat un parlament, iar împăratul își menținea prerogativele importante. Dietele provinciale au fost menținute și primiseră autonomie. În mai începe a două parte a revoluției, una mai radicală. Au loc incidente la Viena. În urmă acestor incidente, Curtea Imperială și Împăratul părăsesc Viena, dar revoluționarii au reușit să impună o lege electorală mai radicală pe baza căreia se vor organiza alegeri. În urmă acestor alegeri a fost format un parlament reprezentativ în iulie. 
Curtea Imperială nu beneficia de suficiente forțe pentru a-și lua revanșa în față revoluționarilor. Revoluția în spațiul german se declanșase la Berlin și în multe mari orașe, patrioții germani dorind crearea unui stat german unificat, alegerea unui parlament cu reprezentanții tuturor germanilor. Parlamentul va avea sediul la Frankfurt, este adoptată legea electorală, iar în vederea creării unui stat german sunt dispuse trei soluții: să se creeze o Germanie controlată de Austria, să fie creată o Germanie în jurul Prusiei sau să se creeze o Germanie stăpânită de regele Prusiei că monarh constituțional. S-a mers însă pe soluția unei Germanii mici, cu o constituție liberală, această fiind respinsă pentru că regele Prusiei nu dorea să complice existența statului.Problema maghiară se intensificare, fiind proclamată independența Ungariei. Austriecii, pentru a preveni dezintegrarea imperiului, aveau nevoie de o armata și de o diplomație abilă pentru a se folosi de tensiuni și asperități existente între naționalități care aveau un singur dușman comun: Austria. Revoluționarii maghiari doreau egalitate, abolirea serbiei, menținerea unei Ungarii Mari și recunoașterea unei singure națiuni politice- națiunea maghiară. Naționalismul maghiar a instraintat sprijinul pe care l-au primit împotriva austriecilor din partea sârbilor, românilor și croaților. În față naționalismului maghiar, națiunile respective s-au simțit mai amenințate decât de austrieci. Croații s-au proclamat independența și s-au aliat cu austriecii, Josef Jelacic fiind numit banul Croației. Armata croată a fost înfrântă de cea maghiară, iar la sfârșitul lunii septembrie 1848, croații au fost forțați să se retragă la Viena. Pe poziții de aliați ai habsburgilor în mod indirect au fost românii din Transilvania, sârbii și slovacii care se temeau de o deznaționalizare. Maghiarii nu recunoșteau existența minorităților. Austriecii au așteptat să înfrângă revoluțiile pe rând. 
Prima oară au înfrânt revoluția din Țările Cehe unde nu erau multe forțe mobilizate, iar timp de o săptămâna, în iulie 1848, Praga a fost asediată și ocupată de către austriecii conduși de generalul Alfred Windischgraetz. Incidentele declanșate de radicalilor cehi în care soția generalului a fost ucisă și minoritatea de liberali radicali cehi i-au determinat pe austrieci să ocupe orașul. 
Țările Cehe erau țări ereditare în familia Habsburg. În momentul organizării alegerilor pentru Parlamentul de la Frankfurt, ele urmau să aibă loc și în Țările Cehe. Dar apare unul dintre cei mai mari reprezentanți ai revoluției cehe, František Palacký. El a respins invitația de a organiza alegeri pentru Frankfurt pentru cehi, declarând că cehii nu sunt germani și susținea că cehii și slavii se pot dezvolta mai repede și pot să-și afirme drepturile într-un stat dominat de habsburgi. Ia naștere curentul austro-slavismul, pentru că politicile austriecilor erau moderate, iar perspectiva că drepturile naționale să fie obținute erau mai bună decât în statele germane unde există o tendința de deznaționalizare sau Rusia care era tiranică. S-a organizat astfel primul Congres Slav, la care vin și intelectuali ruși, inclusiv Mihail Bahunin. În octombrie 1848 are loc cea mai radicală etapă a revoluției vieneze. Radicali germani și maghiari au venit și au provocat incidente grave care duc la plecarea guvernului, a Curții Imperiale și a Parlamentului. Viena a intrat sub controlul radicalilor și armata imperială austriacă a început asediul la comandă generalului Alfred Windischgraetz care a primit întăriri cehe conduse de Jelacic. La 30 octombrie, trupele maghiare și revoluționarii vienezi au fost înfrânte la Viena. Guvernul se stabilise într-un oraș din Moravia. A adoptat o constituție respinsă însă de Curtea Imperială căci ieșea din vederile împăratului . Parlamentul a adoptat pe 7 septembrie 1848 legea prin care era desființată serbia prin despăgubiri și acordarea dreptului țăranilor de a păstra pământul pe care îl aveau în folosință. Țăranii erau astfel recunoscători Casei de Habsburg. 
Din 1835 se menținuse problema șefului statului căci împăratul Ferdinand avea calități modeste și nu era un lider capabil să conducă statul aflat în dificultăți. La sfârșitul anului are loc o lovitură de palat: Ferdinand a fost înlăturat de pe tron și a fost înscăunat Franz Joseph care avea 18 ani, cu un simt al datoriei, cu credințe conservatoare, reticent în față unor schimbări bruște, dispus să înfrângă revoluția. În 1849 a promulgat o constituție și a dizolvat parlamentul. 

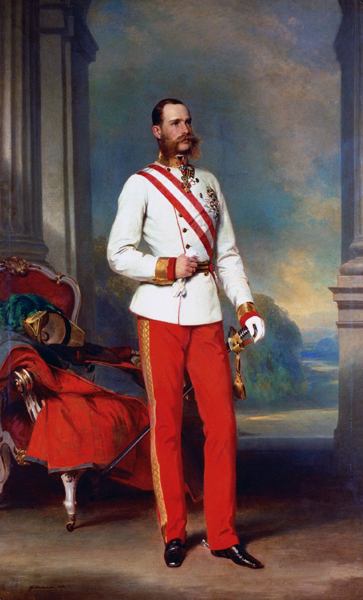
Franz joseph1

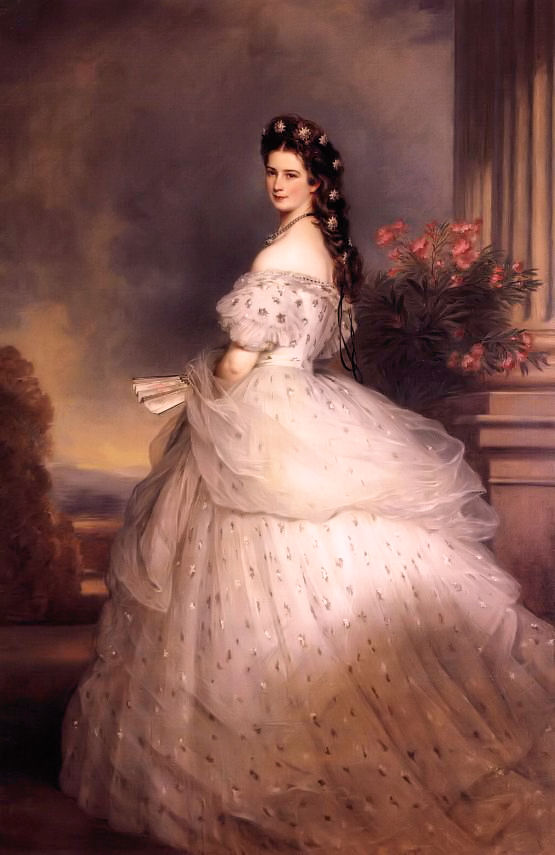
Winterhalter Elisabeth 2

Constituția avea următoarele prevederi : parlament bicameral (camera superioară era compusă din membri propuși de împărat și dietele provinciale), dreptul de veto. Dar nefiind pe deplin pusă în practică, a fost desființată în 1851. 
În partea italiană a imperiului, austriecii conduși de Joseph Radetzky îi înfrâng pe italieni conduși de regele Carol Albert la Custoza. Deși a fost semnat un armistițiu, războiul a fost reluat piemontezii crezând că au o situație favorabilă. 
Carol Albert a fost însă din nou înfrânt la Novara și abdica, lăsându-i tronul lui Victor Emanuel I. La Veneția, rezistență s-a prelungit. 
Lajos Kossuth, un liberal radical maghiar, a format un guvern independent. Austrieici au început operațiuni pentru recucerirea Ungariei, ocupând orașele Buda și Pesta. Parlamentul se retrage la Debrecen, dar Alfred de Windisch-Graetz oprește operațiunea la începutul lui 1849, oferindu-le maghiarilor oportunitatea de a conduce ofensivă, conduși de Josef Bem, general de origine poloneză care încearcă fără succes să reocupe capitală. În aprilie 1849, ungaria declara dinastia de Habsburg căzută, iar Lajos Kossuth s-a declarat regent. Dar Frânt Joseph și premierul Felix zu Schwarzenberg au cerut ajutor Rusiei, încheind o convenție militară. 20 000 de soldați ruși au intrat în Transilvania și Ungaria, învingând forțele maghiare la Timișoara și Sighișoara. Maghiarii au capitulat în august 1848 la Siria. Kossuth s-a refugiat în Imperiul Otoman și în Europa vestică. 
Revoluțiile au fost înfrânte și s-a instituit controlul habsburgilor în întreg imperiul. Comandanții militari maghiari au fost arestați și 13 generali dintre ei au fost executați. 

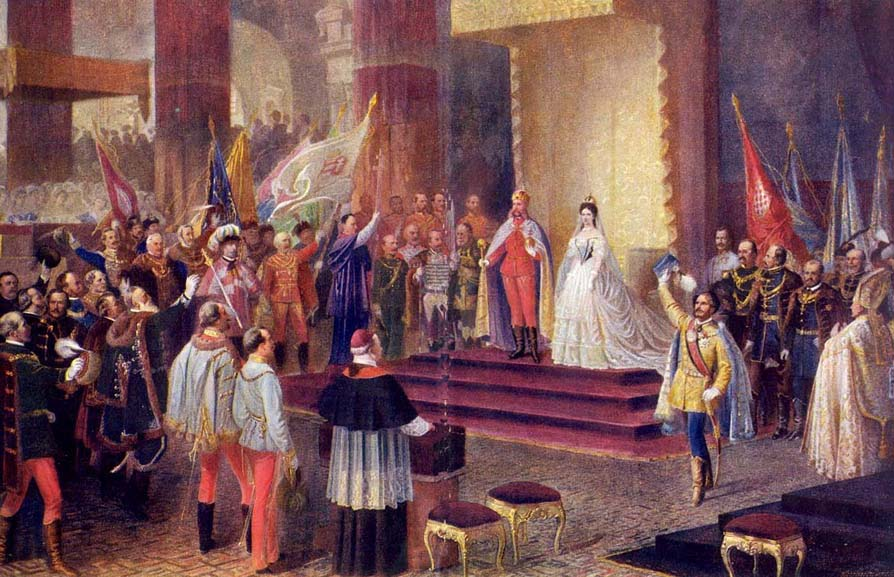
Ferenc József koronázása Budán

#### Perioada cuprinsă între Revoluție și încheierea Pactului Dualist (1849 – 1867)

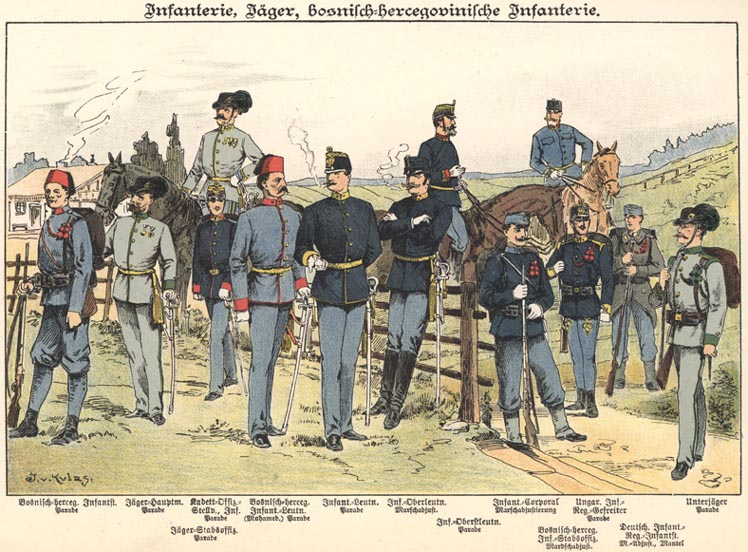
Infanteria regală și imperială (1898)

A început o perioada de tranziție în care schimbările politice interne au fost influențate de evenimentele externe. În primii ani de după revoluție guvernul a fost condus de Felix von Schwarzenberg. Acești ani de reacție ultraconservatoare la mișcările revoluționare din 1848-1849 au constituit anii neoabsolutismului. Ungaria și Transilvania au fost puse sub control militar. Parlamentul de la Frankfurt și-a încheiat existența în iulie 1849 după ce a respins crearea Germaniei în jurul Prusiei cu o constituție liberală și condusă de un rege prusac. S-a menținut într-o formă restrânsă, mulți plecând din parlament, dar concurență pentru spațiul german dintre Austria și Prusia s-a menținut. Prusia a creat cu câteva state mici din nordul Germaniei, subordonate economic, o uniune restrânsă, respinsă de Austria și văzută că un pericol la poziția acesteia. 
Schwarzenberg a fost una din personalitățile care s-au opus puternic Prusiei, dorind chiar să intervină militar acolo.	Din cauza presiunilor Austriei și ale Rusiei, Prusia renunță la uniunea restrânsă și, la 1851 are loc Conferință de la Dresda, care restaurează Confederația Germană așa cum era înainte. Acesta a fost un succes (temporar) al Austriei. Prusia nu încă îndrăznea să se confrunte militar cu Austria. 
Regimul neoabsolutist s-a numit și „regimul lui Bach”, după Alexander von Bach, un revoluționar radical de la 1848 care a devenit un susținător al împăratului. Politic, constituția a fost suspendată. Parlamentul nu mai era cel care conducea, fiind instaurată o conducere autoritară. Guvernul era alcătuit din conservatori și ultraconservatori. 
În Austria raporturile dintre stat și biserică erau puțin strânse din timpul împăratului Iosif al II-lea, care a secularizat averile mănăstirești și a restrâns rolul Bisericii Catolice. Legăturile cu Papa erau dificile din cauza opoziției de la Viena, dar pentru a combate opoziția, autoritățile aveau nevoie de biserica catolică. S-a semnat astfel un Concordat între Austria și Papa în privința învățământului austriac. Concordatul nu a rezistat multă vreme după ce liberalii s-au opus. În 1870 Concordatul a fost denunțat de Austria. 
Dietele provinciale nu puteau să funcționeze decât cu un rol consultativ. Imperiul s-a germanizat, limba germană fiind impusă că limba în administrație. Prin aplicarea legii de desființare a serbiei și aplicarea reformei agrare, s-a încercat să se obțină sprijinul țăranilor. Chiar dacă nu era o instituție reprezentativă și era o guvernare conservatoare, începuse o perioada de creștere economică. 

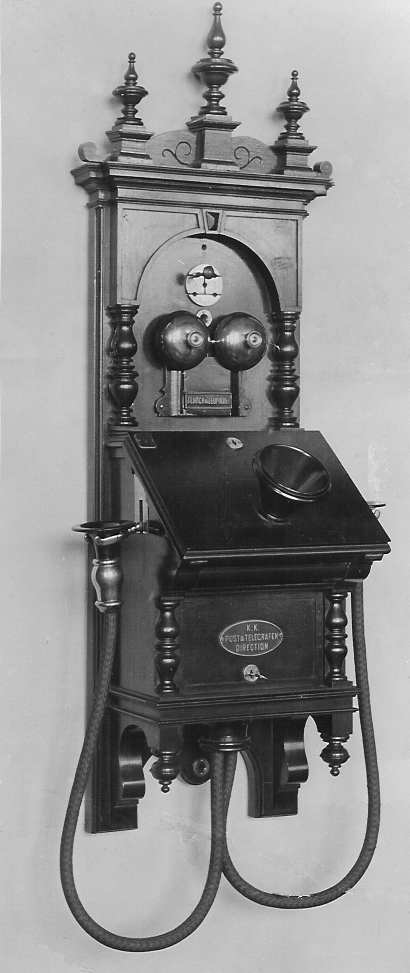
Telefon de perete (1890, Muzeul Poștei, 1941)

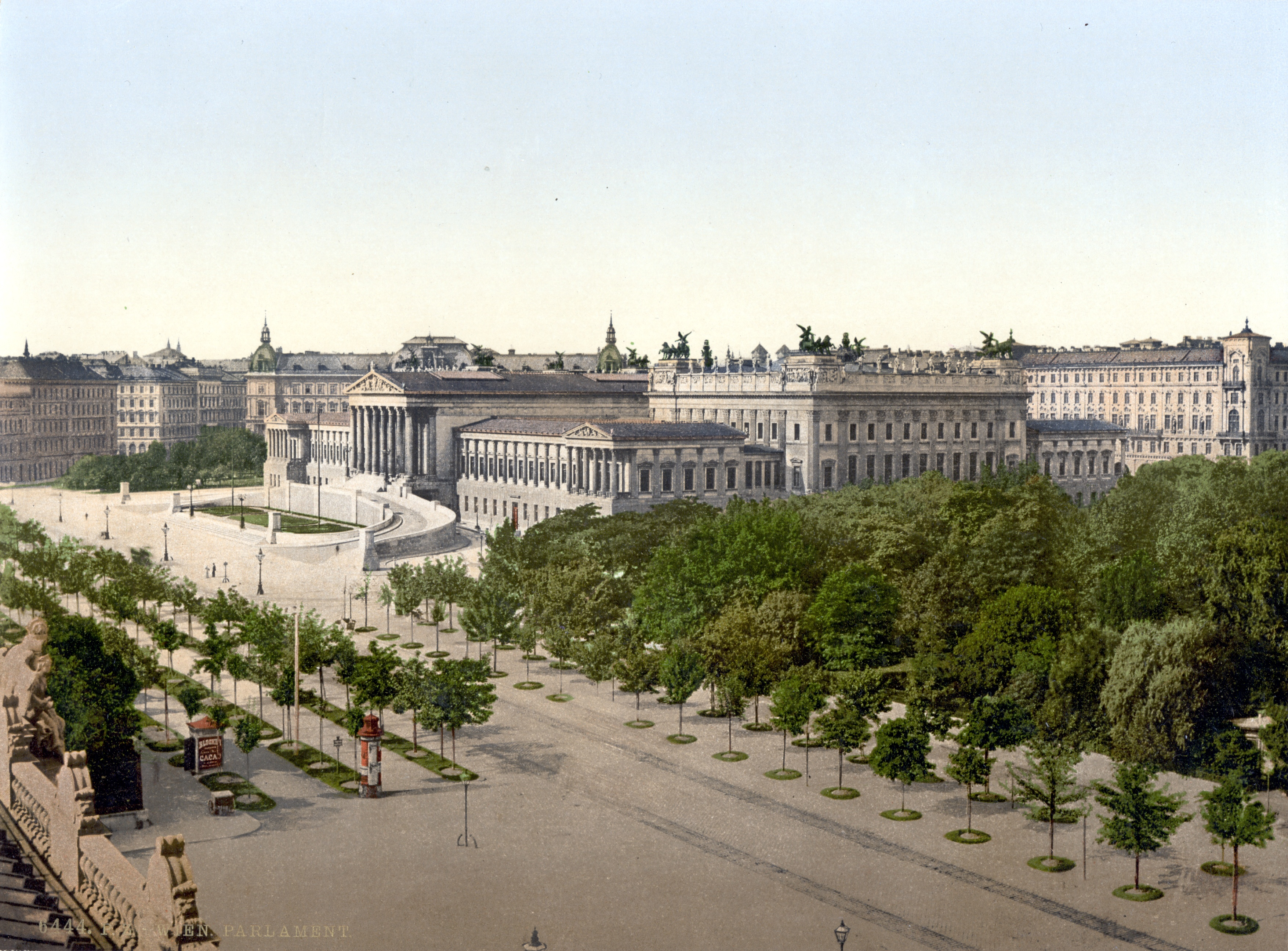
Parlamentul din Viena (c. 1900)

S-a creat cea mai importantă banca central-europeană în 1855-Credit Anstalt în care avea un rol important ramură austriacă a familiei Rotschild, reprezentanții nobili cehi și burghezii germani și austrieci. Dar regimul neoabsolutist s-a prabust datorită politicii externe. În 1859 începe un război dintre Austria și Piemontul susținut de Franța purtat în Lombardia. Armata franco-piemonteză câștigă, austriecii pierd războiul și Lombardia. Din 1860 începe astfel un nou regim politic confuz, dar mai deschis liberalismului. După plecarea lui Bach, în octombrie 1860 se emite Diplomă din Octombrie prin care se încerca să se organizeze imperiul că o federație prin redarea vechilor prerogative către diete și crearea unui parlament care avea să fie compus din reprezentanți aleși în dietele provinciale și fiind recunoscute drepturi naționale pentru naționalitățile din imperiu. Diplomă a trezit opoziția și susțineri deopotrivă. În februarie 1861 a fost promulgată Patentă Imperială care întorcea lucrurile spre o formulă centralistă. Reprezentanții naționalității maghiare s-au opus federalismului și centralismului, doriind să creeze un stat care să revină la constituția liberală din aprilie 1848. Și maghiarii și cehii au boicotat formulele experimentate de habsburgi. Cehii au boicotat politic masiv din 1861 până în 1879. Ungurii au boicotat parlamentul vienez din 1863 până în 1865. În cele din urmă se ajungea la un compromis austro-ungar. Francisc Deak, unul dintre liderii politici unguri (Lajos Kossuth fiind în exil), a publicat în 1865 un articol care schița dualismul austro-ungar.Proiectul pentru încheierea și elaborarea Pactului Dualist și instituțiile comune au fost elaborate. Ungurii au renunțat la boicot. Însă în 1866 începuse războiul cu Prusia și Italia în care se punea problema creării statului german. Prusia câștigă războiul în cele din urmă. Veneția a fost cedată Italiei de către austrieci, iar pe plan intern începe o criză. Confederația Germană dispare, iar Austria este exclusă. În 1867 este încheiat Pactul Dualismului Austro-ungar. Părinții dualismului, Francisc Deak și Gyula Andras, care au avut un rol foarte important la 1848 s-au gândit la soluția pragmatică a dualismului.Revoluția maghiară a fost înfrântă și învățând din lecția trecutului, ei au fost la originea unei legislații care oferea o serie de drepturi naționalităților.În iunie 1867, Franz Joseph s-a încoronat că rege ungar la Buda. Sunt alcătuite instituții comune și trei ministere (de finanțe, externe și de război). A fost încheiat un acord comercial între Ungaria și Austria. Dualismul se reînnoia la un interval de un deceniu. Periodic se reuneau delegațiile celor două parlamente de la Budapesta și Viena privind cheltuielile comune și negocierile: 30 % - Ungaria, 70 % - Austria.Armata era teritorială. În Ungaria, constituția era cea din aprilie 1848, în Austria era cea din 1867. 
În 1868 a fost promulgată o lege a naționalităților care prevedea posibilitatea utilizării limbilor naționale în administrație, biserica, în școli și în justiție. 
Rolul politic al părinților dualismului s-a diminuat, Andras fiind numit ministru, iar Deak murise, iar toți foștii revoluționari au dispărut. 

#### Transleithania (Ungaria) și Cisleithania (Austria)
Transleithania era Regatul Ungariei (având coroana Sf.Ștefan) alcătuită din Ungaria, Transilvania, Banat, Voivodina, Slovacia, Croația și avea ieșire la Marea Adriatică la Fiume/Rijeka. Cisleithania cuprindea Galiția, Cracovia, Bucovina, Slovenia (provinciile Carintia și Carniolia), coasta dalmată și avea ca posesiuni personale Boemia, Moravia și Silezia. În 1880 are loc primul recensământ modern. Până în 1914 se estima că populația totală era de 52 milioane de locuitori. Cisleithania avea o suprafață de 300 000 de km pătrați. 200 000 de austrieci însă emigrau anual spre SUA. Existau decalaje economice: De exemplu Galiția era o provincie înapoiată economic, urmată de Slovacia. Populația urbană era concentrată în Viena, depășind 2 milioane de locuitori. Ultimul oraș ca mărime și populație era Praga.  Erau 10 milioane de locuitori care vorbeau germană, urmați de vorbitorii de cehă, poloneză, ruteană, slovenă, italiană și română.  Religios, peste 26 de milioane (90%) se declarau catolici, urmați de mozaici, ortodocși și protestanți. Agricultură a continuat să joace un rol major, contribuind cu circa o treime în economie. Austria avea o economie industrial-agrară. Provinciile estice ca Boemia și Moravia erau zone agrare.  Apar ramuri industriale ca industria textilă, industria alimentară (mărcile de bere binecunoscute), industria metalurgică, industria de automobile ca Porsche sau Daimler. Inițial fiind cenzitar, ulterior, sistemul electoral a evoluat, fiind organizat pe colegii: primul era rezervat marilor proprietari. Începea o democratizare a vieții politice. În 1896 s-a creat un al cincilea colegiu în care votau toți cei care nu puteau să voteze în primele patru colegii. În 1907 s-a introdus votul universal. Apar nucleele primelor partide democrat-creștine în mișcarea catolică ca cel al lui Karl Lueger, un partid populist, demagog, antisemit, care susținea reforme sociale. Naționalismul era de tip Pangermanist, care milita pentru unirea tuturor germanilor într-un stat, curent fondat de Georg von Schooner. 
Curând, se creează și un partid social-democrat influențat de social-democrația germană, condus de Viktor Adler cu ideologul Otto Bauer care a scris o lucrare în care milita pentru soluționarea naționalităților prin inventarea austromarxismului. Susținea autonomia culturală, autorizarea utilizării limbii materne în școli, administrație, justiție și autonomia personală. 
Apar apoi și partide ale minorităților.  La sfârșitul secolului al XX-lea germanii erau organizați în 20 de partide politice care formau alianțe și câștigau alegeri. La cehi apare în 1861 Partidul Național al Bătrânilor Cehi condus de Frantisek Palacki din care se desprinde un grup radical Partidul Tinerilor Cehi care era mai ferm pe poziție în față autorităților vieneze. Din acesta se desprinse Partidul Realist condus de Tomas Masaryk.  Social-democrații cehi erau reprezentați bine în parlamentul vienez.  După 1867 liberalii dominau și formau guvernul. Doreau să limiteze influența bisericii în viață publică și denunțau concordatul. În 1867 s-a încheiat un pact între germanii din partea vestică și ungurii din partea estică.  În iunie 1870, în cadrul unui conciliu început în 1869 la Roma, participanții catolici, cu acordul papei, au adoptat dogma „Infaibilitatea Papală”, prin care papa avea un rol major decizional fără acordul conciliului, dobândind o autoritate fără precedent. 
Se punea problema transformării dualismului într-un trialism prin asocierea Austro-Ungariei cu Țările Cehe. Între 1867-1871 au existat negocieri și tratative, iar la Praga funcționa o dietă care elabora criterii ce au stat la baza contractului politic care să-i asocieze pe cehi și pe moravi acestei construcții. La Praga s-a pregătit ceremonia de încoronare a lui Franz Joseph ca rege al Boemiei și Moraviei. Dar ungurii s-au opus, astfel, împăratul a renunțat la ideea trialismului. Ceho-moravii au boicotat parlamentul vienez până în 1879, în cele din urmă recunoscând parlamentul vienez printr-un compromis. După 1879 venise la conducere guvernul conservator condus de Edward Taaffe, premier până în 1893. S-a realizat o conciliere cu cehii, însă germanii din Ceho-Moravia au boicotat dieta de la Praga. Au fost acceptate concesii în favoarea cehilor. În 1880, limba cehă a fost recunoscută în administrație și justiție. 
În 1882 Universitatea de la Praga a fost împărțită într-o universitate cu limba de predare germană și o universitate cu limba de predare cehă. În urma introducerii votului universal, în Parlamentul de la Viena au pătruns un număr mare de deputați din Partidul Creștin Social și din Partidul Social Democrat. 
Transleithania avea o suprafață de 125 000 km pătrați, avea o populație mai mică-20 de milioane de locuitori din numărul total de 52 milioane. Cel mai important oraș era Budapesta cu 1 milion de locuitori. Erau 48% de vorbitori de maghiară, restul fiind vorbitori de limba germană, slovacă, croată și română. Erau sub 50% catolici, restul fiind protestanți, ortodocși și evrei. Ungaria avea o economie agrar-industrială. Agricultură avea randamente mici, nu era însă nici arhaică, dar nici foarte avansată. Era bazată pe marea proprietate, majoritatea terenurilor fertile fiind deținute de proprietarii bogați ca Familia Esterhazy care stăpânea 300 000 de hectare. A constituit un proletariat agricol care muncea în condiții dificile și de multe ori izbucneau revolte violente, reprimate rapid de forțele de ordine. Ungaria, condusă de monarhul constituțional Franz Joseph, având o constituție din aprilie 1848, avea un guvern la Budapesta, un parlament bicameral, dar sistemul electoral era cenzitar și restrictiv (puteau vota doar 160 000-200 000 de unguri). Abia din 1913 corpul electoral avea să crească de 10 ori în urmă reformei electorale. Principalul partid a fost Partidul Liberal constituit în 1875 din multe grupări care militau pentru dualism, conduse de Tisza Koloman care avea să conducă guvernul. Opoziția era alcătuită din Partidul Independenței creat de adepții lui Kossuth Lajos. Chiar dacă Kossuth a jurat că nu se mai întoarce în Ungaria dualistă, Kossuth Francisc a venit și a depus jurământ în față suveranului. Partidul Independenței s-a scindat. În 1890 a fost creat Partidul Social Democrat, dar nu foarte semnificativ ca cel austriac. După 1868 fusese încheiat un acord politic dintre guvernul de la Budapesta și croații care reușeau să-și salveze autonomia istorică, acceptând ca în Croația să existe un guvern, un parlament, partide croate, un ban al Croației numit de guvernul de la Budapesta. S-a încercat totuși o politică de maghiarizare. 
Politică de deznaționalizare a debutat cu guvernul lui Tisza Koloman, fiind implementată în școli confesionale și în școli de stat cu limba de predare maghiară. 
În anumite condiții școlile private puteau să primească ajutoare de la guvernul de la Budapesta. Aceste ajutoare au fost condiționate, în sensul că se urmarea introducerea limbii maghiare în acestea tot mai mult. Nu s-a respectat folosirea limbii naționale în justiție, pe lângă biserici. La început partidele politice ale naționalităților au respins dualismul și au boicotat alegerile. După ce au renunțat la boicot, rezultatele au fost slabe din cauza maghiarizării. Deși circumscripțiile erau locuite de slovaci, intrau reprezentanți ai partidelor maghiare în parlament.	
Ideea care pare să câștige cei mai mulți adepți este aceea a creării unui regat în interiorul monarhiei habsburgice care să-i concentreze pe toți slavii de sud, adică slovenii, croații, sârbii.	Unul dintre cei care promovează această idee este un episcop din Zagreb, fondatorul unui partid și al Universității din Zagreb, Josef Strossmayer.	Existase o colaborare între elemente care ulterior se vor situa pe poziții ireconciliabile.	Sârbii și croații aveau această aspirație de a se crea un regat. Însă ceea ce a dus la slăbirea acestei idei a fost Criză Bosniacă. 
Există o serie de idei care promovează depășirea cadrului dualist, lărgirea spre alte naționalități, dar ideea în sine, de a se încuraja o direcție spre federalizarea imperiului, tinde să aibă spre sfârșitul secolului al XX-lea tot mai mulți adepți, cel mai important susținător fiind chiar prințul moștenitor, Franz Ferdinand. El este la începutul secolului XX în fruntea unei grupări, Cercul de la Belvedere – adepții politici ai lui Franz Ferdinand, care veneau din foarte multe naționalități. 
Printre adepții lui se află și români – Aurel Popovici și Alexandru Vaida-Voevod. Erau și slovaci, sârbi. Franz Ferdinand era destul de ostil maghiarilor și susținător al cauzei slavilor. În rândul acestor adepți e Aurel C. Popovici, care susține ideea unei federalizări a Austro-Ungariei. Franz Josef a considerat că dualismul este formulă ideală și că orice modificare ar duce la distrugerea imperiului. Revoluția de la 1848/49 în Imperiul Habsburgic; perioada dintre această revoluție și instalarea Dualismului. După 1867 s-a pus de mai multe ori problema modificării dualismului, dar pentru Franz Josef aceasta era cea mai bună soluție (deși aceasta era o soluție care mai mult slăbea, decât întărea imperiul). Imperiul Austriac este un stat multinațional, iar existența sa va depinde și de modul în care această chestiune a naționalităților va fi gestionată. Cu toate problemele ridicate de naționalități Imperiul rezistă până la 1914. Se destramă patru ani mai târziu, din cauza faptului că Austro-Ungaria participa la un război pe care îl pierde din punct de vedere militar; înfrângerile Puterilor Centrale sunt mediul favorizant pentru ca mișcările naționale să revină în forță în viață politică și publică a acestor naționalități, care vor crea state proprii sau se vor uni cu state deja existente.	Imperiul s-a prăbușit și era imposibil să reziste din cauza conflictelor naționale, după eforturi umane foarte mari, dar și după eforturi economice; de asemenea, o situație economică și socială dezastruoasă (foametea care a izbucnit la începutul războiului în tot imperiul), înfrângerea militară (autoritatea centrală pierde din putere, din prestigiu). 
La mijlocul secolului al XIX-lea apare o nouă mișcare națională-sionismul, fondată de Theodore Herzl, evreu-maghiar, burghez și ziarist după ce a urmărit derularea afacerii Dreyfus. Evreii s-au integrat mai bine în partea maghiară în viață politică și economică. În 1897 a organizat un congres al organizațiilor sioniste la Basel. În anul 1903 însă, în laboratoarele Orhanei au fost create falsele Protocoale ale Înțelepților Sionului.

## Austria germană și Prima Republică (1918 - 1934)

### Izbucnirea războiului
Dorința de expansiune a Austro-Ungariei se adaugă la cea similară a Germaniei.

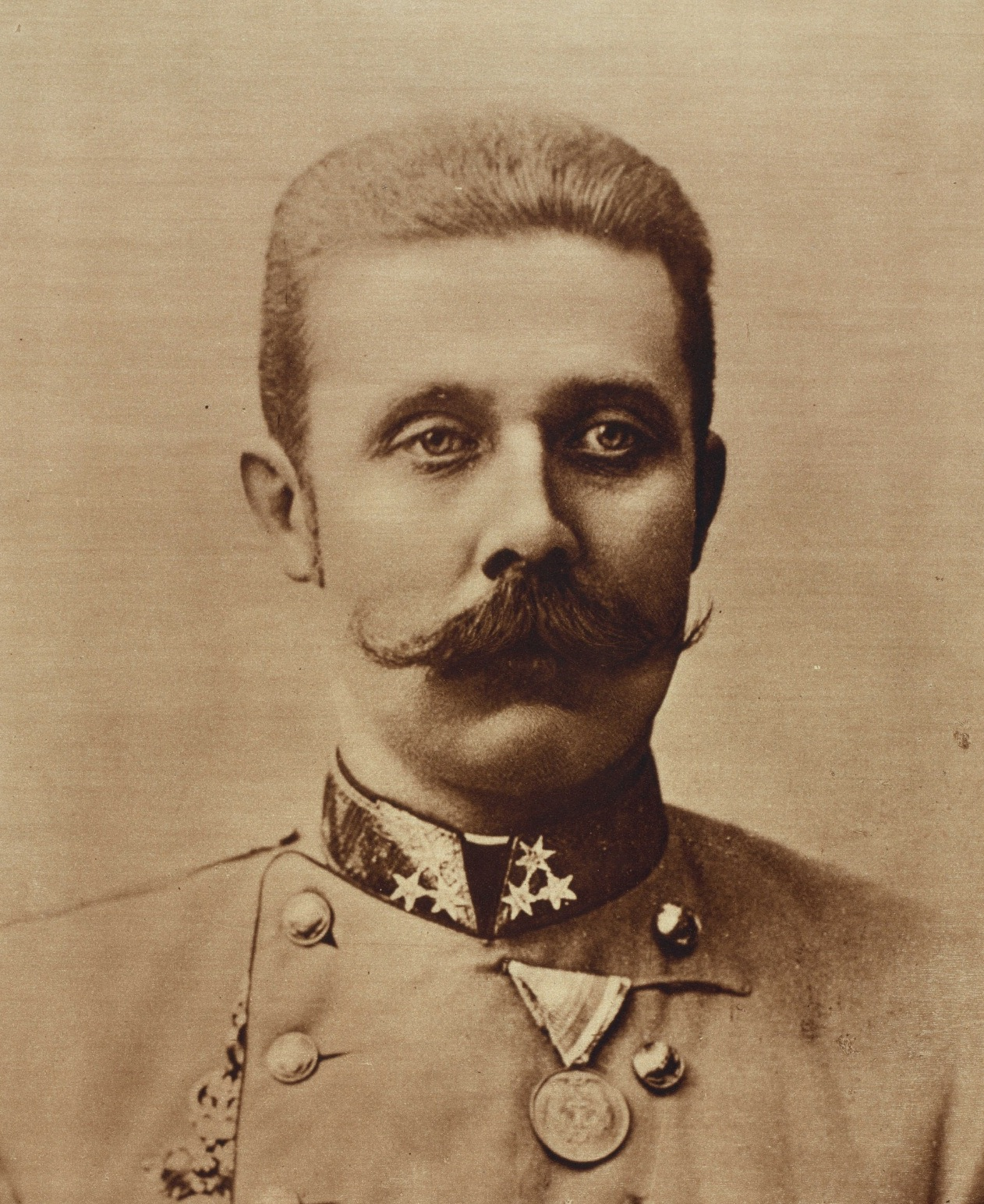
Arhiducele Franz Ferdinand al Austriei, a cărui asasinare a constituit pretextul pentru izbucnirea primei mari conflagrații mondiale

În iunie 1914, asasinarea, de către un naționalist sârb, a arhiducelui Franz Ferdinand, nepot al împăratului Franz Josef și susținător al planului de formare a Triplei Monarhii, este pretextul Primului Război Mondial. 
Drept represalii, Austria, care era susținută de Germania, pe 23 iulie, adresează un ultimatum Serbiei. 
Serbia dorește soluționarea conflictului prin Curtea Permanentă de Arbitraj de la Haga, lucru refuzat de Austria, care pe 28 iulie declară război împotriva Serbiei. 
Lucrurile se precipită; în mai puțin de o săptămâna, Germania, Austria, Rusia și Franța se aflau în război. 
Curând în conflict intră și Marea Britanie. 
La începutul lui august, Austria declară război împotriva Rusiei.

#### Austria în Primul Război Mondial
În perioada 1914 - 1915, austria suferă înfrângeri severe pe frontul din Galiția. 
Pe frontul din sud-est însă obține victorii și invadează Serbia. 
Intervenția Italiei de partea forțelor aliate deschide un alt front. 
Luptele din această regiune culminează cu Bătălia de la Caporetto (astăzi Kobarid, Slovenia) din toamna lui 1917, în care Italia este învinsă. 
Totuși războiul are consecințe dezastruoase pentru Austria: apar la iveală atât contradicțiile dintre minoritățile acestuia care cereau autodeterminarea, dar și mișcări politice liberale și de stânga. 
Toate acestea demonstrau slăbiciunea administrativă și economică a Austriei, aceasta din urmă fiind amplificată și de blocada la care a fost supusă de către forțele aliate. 
În 1916, după moartea lui Franz Ioseph, vine la putere Carol I (ultimul împărat al Austriei și ultimul rege al Ungariei). 
Carol se străduiește să mențină coeziunea imperiului, un mozaic multinațional format din austrieci, unguri, sârbi, cehoslovaci, popoare care cereau tot mai clar independența. 
Pe 5 noiembrie 1916 Germania și Austro-Ungaria proclamă Regatul Polon, cu capitala la Varșovia.
În 1917, Austria solicită aliaților încheierea păcii, dar oferta este respinsă. 
În 1918, susținută de Germania, lansează o ofensivă pe frontul maghiar ce va fi soldată cu un eșec zdrobitor. 
Între timp vocea minorităților care cer independența devine tot mai auzită. 
În iarna 1917-1918 au loc congrese pan-slavice la Praga și la Zagreb. 
În aprilie 1918 are loc la Roma Congresul Națiunilor Aservite. 
Forțele Aliate devin purtătoare de cuvânt ale cauzei acestor națiuni. 
La o întâlnire a Consiliului Suprem de Război de la Versailles în iunie 1918 premierul britanic, cel francez și cel englez adoptă o rezoluție care stipula independența Poloniei ca o condiție a păcii. 
La începutul toamnei aceluiași an, aliații (inclusiv SUA) recunosc cel puțin formal și independența Cehoslovaciei. 
Imperiul muribund primește un atac din partea Italiei în octombrie 1918. 
Trento și Trieste își redobândesc independența și sunt capturați 300.000 de prizonieri austro-ungari și 5.000 de tunuri. 
Austro-Ungaria capitulează, iar pe 3 noiembrie este semnat armistițiul.

#### Desființarea Imperiului și proclamarea Republicii Austria

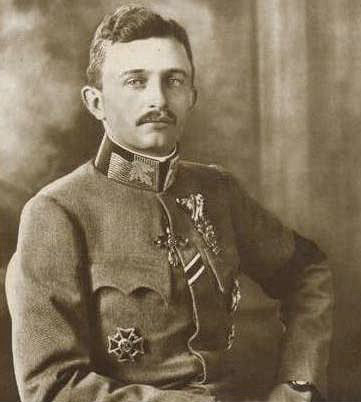
Carol I, ultimul împărat al Austriei

Puternica lovitură pe care a primit-o armata austro-ungară grăbește disoluția monarhiei duale. 
În octombrie 1918, se declară la Paris independența Cehoslovaciei care devine republică având ca președinte pe Tomáš Masaryk. 
De asemenea, tot în octombrie, Croația își declară independența și formarea Regatului Serbilor, Croaților și Slovenilor (Regatul Iugoslaviei) având ca rege pe Petru I Karađorđević. 
Ungaria se separă de imperiu și astfel are loc disoluția acestuia. 
Prima republică ungară are ca prim-ministru și președinte pe Mihály Károlyi. 
Românii din Transilvania și Bucovina declară secesiunea față de Imperiu și negociază pentru unirea cu România, lucru realizat prin Marea Unire din 1918, deziderat de secole al locuitorilor granițelor vechii Dacii.
Dar lovitura finală și decisivă asupra Imperiului este lansată la Viena, unde are loc o demonstrație a studenților pentru o administrare democratică. 
Pe 11 octombrie, Carol I renunță la toate prerogativele, dar refuză să abdice. 
În ziua următoare , Adunarea Națională de la Viena își asumă rolul în guvernare și proclamă Republica Austria. 
Inițial aceasta cuprindea Viena și zona înconjurătoare. 
Tratatul de la Saint-Germain, semnat pe 10 septembrie 1919, declară Austria un stat independent și îi stabilește granițele, care și astăzi sunt valabile. 
Austria este o republică democratică federală condusă de un parlament. 
Cuprinde nouă provincii (landuri), fiecare având propria adunare legislativă ("Landtag"), guvernator, consiliu și constituție scrisă. 
Constituția Austriei din 1920 a fost amendată în 1929, suspendată în perioada regimului lui Hitler și reinstaurată în 1945. 
Parlamentul este bicameral, având un consiliu național ("Nationalrat") (cu 183 membri cu un mandat de 4 ani) și un consiliu federal ("Bundesrat") (cu 64 de membri cu mandate variind între 5 și 6 ani). 
"Nationalrat" este organul suprem, dar "Bundesrat" are drept de veto.

### Austria anilor 20
Istoria politică a noii republici se caracterizează prin lupta dintre social-democrați și creștin-socialiști (care erau susținuți de clasa de mijloc). 
În perioada ce a urmat după prăbușirea Imperiului, muncitorii din Viena, deveniseră o forță importantă în evoluția politică, astfel că socialismul joacă un rol dominant în cadrul Adunării Naționale ("Nationalrat").  
Primul cancelar a fost liderul socialist Karl Renner, care încearcă să stabilească un echilibru între cele două partide politice.
Problemele nerezolvate erau: 
- Tirolul: partea sudică a acestuia a intrat în componența Italiei prin Tratatul de la Saint-Germain.
- dorința de unire cu Germania, susținută mai ales de simpatizanții pro-germani, unire însă interzisă prin același tratat.

## Fascismul (1934 – 1938)
Din 1934 începe o perioadă de instabilitate în viața politică austriacă. 
În 1927, după numeroase manifestări social-democrate la Viena, a fost instituită o armată privată burgheză ("Heimwehr") pentru a contracara trupele de socialiști, ce patrulau prin oraș. 
La alegerile din 1930, creștin-socialiștii sunt înlăturați de la putere de către social-democrați. 
În 1931, odată cu înrăutățirea climatului economic, în contextul Marii crizei mondiale, Austria intră într-o uniune vamală cu Germania, în ciuda opoziției celorlalte țări, uniune care nu a durat decât câteva luni, până la căderea celor mai puternice bănci și revenirea la putere a creștin-socialiștilor. 
În acest context al creșterii accentuate a tensiunii interne, în 1932, Engelbert Dollfuss este ales cancelar. 
Acesta, pentru a-și menține și consolida puterea, se aliază cu grupul "Heimwehr" și adoptă o linie politică dictatorială, independentă față de ambele partide aflate în opoziție reciprocă. 
În februarie 1934, au loc mișcări insurgente ale socialiștilor împotriva trupelor "Heimwehr" și, timp de câteva zile, capitala austriacă este teatrul unui război civil. 
Asemenea mișcări sociale au loc și în celelate mari orașe din țară. 
Liderii socialiști sunt arestați și executați. 
Sunt introduse legi severe, iar constituția este suspendată. 
O serie de conspiratori naziști au fost arestați, ceea ce a condus la revolta acestora în iulie 1934, în urma căreia cancelarul Dollfuss este asasinat. 
Acesta este succedat de Kurt von Schuschnigg. 
În urma unui război civil, mișcarea de dreapta preia puterea.

## Anexarea Austriei (Anschluss) și al Doilea Război Mondial (1938 – 1945)

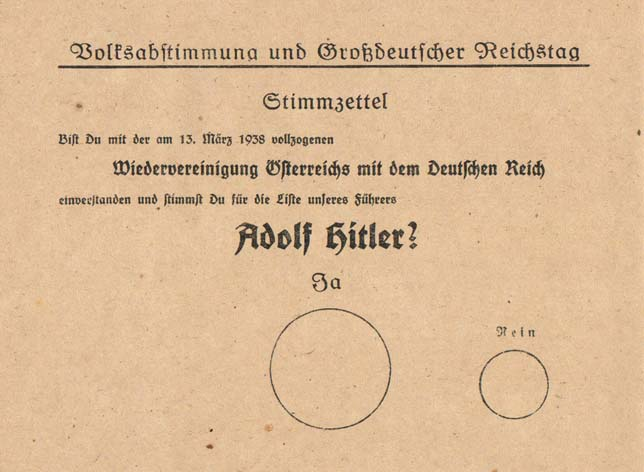
Buletin de vot din 10 aprilie 1938 privind legiferarea Anschluss-ului, unde răspunsul afirmativ se află în cercul mai mare

În perioada de după 1934, Austria este serios amenințată de ambițiile expansioniste ale lui Hitler (el însuși născut în Austria!). 
Presiunea asupra Austriei crește mai mult după încheierea alianței dintre Germania și Italia în 1936. 
În februarie 1938, cancelarul Schuschnigg este nevoit să accepte la guvernare un ministru de interne nazist. 
La 12 martie 1938 Austria își pierde independența statală și este anexată (ca „Ostmark”) la Germania nazistă, acțiune denumită (Anschluss). 
Evenimentul a fost legiferat de Germania fără a ține seama de populația Austriei. 
Președintele este obligat să demisioneze, iar cancelarul este arestat. 
Parlamentul austriac este dizolvat, moneda națională Schilling este înlocuită de marca germană. 
Armata austriacă este încorporată la cea a Germaniei, fiind este utilizată în cadrul celui de-al Doilea Război Mondial, pe frontul de est în campaniile împotriva URSS. 
Anexarea "Anschluss" s-a realizat practic fără nicio rezistență armată. 
Totuși din partea austriecilor a existat o nemulțumire generală, majoritatea populației fiind antinazistă, lucru vizibil în numeroasele acte de sabotaj din timpul războiului. 
Pe 10 aprilie 1938, are loc referendumul care ar fi trebuit să legifereze actul Germaniei. 
Procesul electoral a fost pur formal, supus presiunilor lui Hitler. 
În perioada premergătoare votului fiind arestați evreii și majoritatea potențialilor opozanți (circa 70.000 de persoane). 
Conform rapoartelor oficiale naziste 99,73% din votanți  au susținut anexarea Austriei, care devine parte a celui de-Al Treilea Reich.
Anexarea a avut efecte devastatoare pentru Austria: are loc o diminuare a resurselor economice iar populația țării scade de la 10 milioane, valoarea din 1943, până la 7 milioane în preajma marii conflagrații mondiale. 
La acestea au contribuit și distrugerile cauzate de război, când teritoriul Austriei a fost puternic bombardat. 
La Conferința de la Moscova din 1943, Marea Britanie, SUA și URSS pledează în favoarea independenței Austriei, lucru realizat în aprilie 1945, când trupele rusești trec frontiera austriacă și când are loc capitularea Vienei (pe 13 aprilie).

## A doua Republică (de la 1945 până astăzi)

### Ocupația forțelor aliate
Pe 27 aprilie 1945 este fondată a Doua Republică a Austriei pe teritoriul ocupat al țării, cu capitala la Viena; este recunoscută, în octombrie de Forțele Aliate care instituie un guvern provizoriu bazat pe constituția din 1920. 
Teritoriul Austriei este împărțit între forțele aliate învingătoare. 
La o întâlnire a acestora în 1945, s-a stabilit ca granițele Austriei să nu fie modificate cu excepția unor schimbări minore. 
Totuși, incidentele apărută în rândul populației germanofone din Tirolul italian, au condus la o revizuire a acestor granițe în favoarea Austriei. 
Au loc alegeri legislative în noiembrie și la conducere vine o coaliție formată din Partidul Social-Democrat (SPÖ), Partidul Popular Austriac (ÖVP). 
Leopold Figl (din partea Partidului ÖVP) devine cancelar, iar Karl Renner (socialist) președinte.

### Independența și evoluția politică
Activitatea guvernului Austriei postbelice s-a concentrat în special pe reconstrucția țării, care a avut de suferit din pricina războiului devastator. 
Totuși, divizarea Austriei, dar și a Vienei, în zone separate între Forțele Aliate împiedică o dezvoltarea economică susținută. 
La 15 mai 1955 se încheie la Viena un tratat de pace între Marea Britanie, Franța, SUA și URSS prin care se recunoștea suveranitatea Austriei și astfel Republica Austria își recapătă independența. 
Trupele de ocupație au fost retrase. 
Austria era nevoită să platesca sume reparatorii Uniunii Sovietice timp de zece ani. 
La 26 octombrie 1955, Parlamentul votează Legea Constituțională asupra neutralității permanente a statului, neutralitate care a fost respectată chiar și în perioada Războiului Rece.
Urmează o perioadă de prosperitate din punct de vedere economic și social.
Începând cu 1960 până prin anii 70', are loc un proces de industrializare rapidă a țării.
În 1960, Austria devine membră a Asociației Europeane a Liberului Schimb (EFTA). 
Începând cu 1953, Austria este condusă de o coaliție formată din populari și social-democrați, actul legislativ fiind realizat prin consens și consultare între grupurile de interese. 
În 1966, Partidul Popular obține, prin alegeri, majoritatea locurilor din Parlament și formează prima guvernare majoritară postbelică, cancelar fiind Josef Klaus. 

### Perioada recentă

#### Guvernarea social-democrată
În 1970, social-democrații formează o guvernare minoritară sub conducerea cancelarului Bruno Kreisky, iar la alegerile generale din 1971, 1975 și 1979 obțin majoritatea parlamentară. 
O problemă mult disputată a acestor guvernări o constituie instalarea în țară a primelor centrale nucleare. 
În 1983, social-democrații pierd majoritatea iar Kreisky demisionează refuzând să formeze o coaliție. 
Încep să se afirme și alte partide ca Partidul Verzilor (VGÖ) și Alternativa Verde, care împreună formează Lista Alternativă (ALA). 
La acestea se adaugă Partidul Libertății Austriac (FPÖ) și astfel avem o imagine completă a spectrului politic al perioadei.

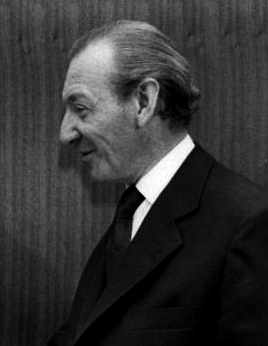
Kurt Waldheim, președinte al Austriei între 1986 și 1992

#### Controversa Waldheim și formareamarii coaliții
În primăvara lui 1986, Kurt Waldheim, fost secretar al ONU, a fost ales președinte.
Informațiile conform cărora acesta ar fi servit Germaniei hitleriste în cel de-al Doilea Război Mondial au condus la un boicot diplomatic al Austriei din partea mai multor țări.
Din acest motiv, Sinowatz renunță la funcția de cancelar, fiind inlocuit de Franz Vranitzky.
În septembrie 1986, când un extremist de dreapta, Jörg Haider, devine noul lider al Partidului Libertății, coaliția dintre acest partid și cel social-democrat se desființează.
Totuși, după alegerile generale, Vranitzky rămâne cancelar, aflat în fruntea unei mari coaliții, la care participă și Partidul Popular, condus de Alois Mock, ce devine vice-cancelar.
Sinowatz denunță noua coaliție ca fiind o încălcare a principiilor socialiste și demisionează de la conducerea social-democraților.

#### Intrarea în Uniunea Europeană
La alegerile generale din 1990, socialiștii obtin o victorie netă asupra celorlalte partide, iar Vranitzky începe un nou mandat în funcția de cancelar.
În 1992, Thomas Klestil, candidatul Partidului Popular, îl succedează pe Waldheim în funcția de președinte, iar în 1998 este reales în această funcție.
Referendumul din iulie 1994 demonstrează clar opțiunea Austriei de a fi membru al Uniunii Europene.
La alegerile generale din octombrie 1994, aceeași "mare coaliție" dintre social-democrați și cei ai Partidului Libertății, continuă să domine viața politică sub conducerea aceluiași Vranitzky.
În ianuarie 1995, Austria părăsește EFTA, pentru a fi membru UE cu drepturi depline.
Coaliția guvernamentală se prăbusește în octombrie 1995, datorită neînțelegerilor privind administrarea bugetului și a deziluziilor legate de Uniunea Europeană, mai ales cele legate de moneda unică Euro.
În decembrie 1995, social-democrații câștiga alegerile generale, iar Vranitzky reînnoiește coaliția cu Partidul Popular.
În ianuarie 1997, Viktor Klima devine cancelar.
Începând cu martie 1998, guvernul asigură conducerea NATO pentru o perioadă de cinci ani.

#### Guvernarea coaliției dintre Partidul Popular și Partidul Libertății (2000 – 2006)

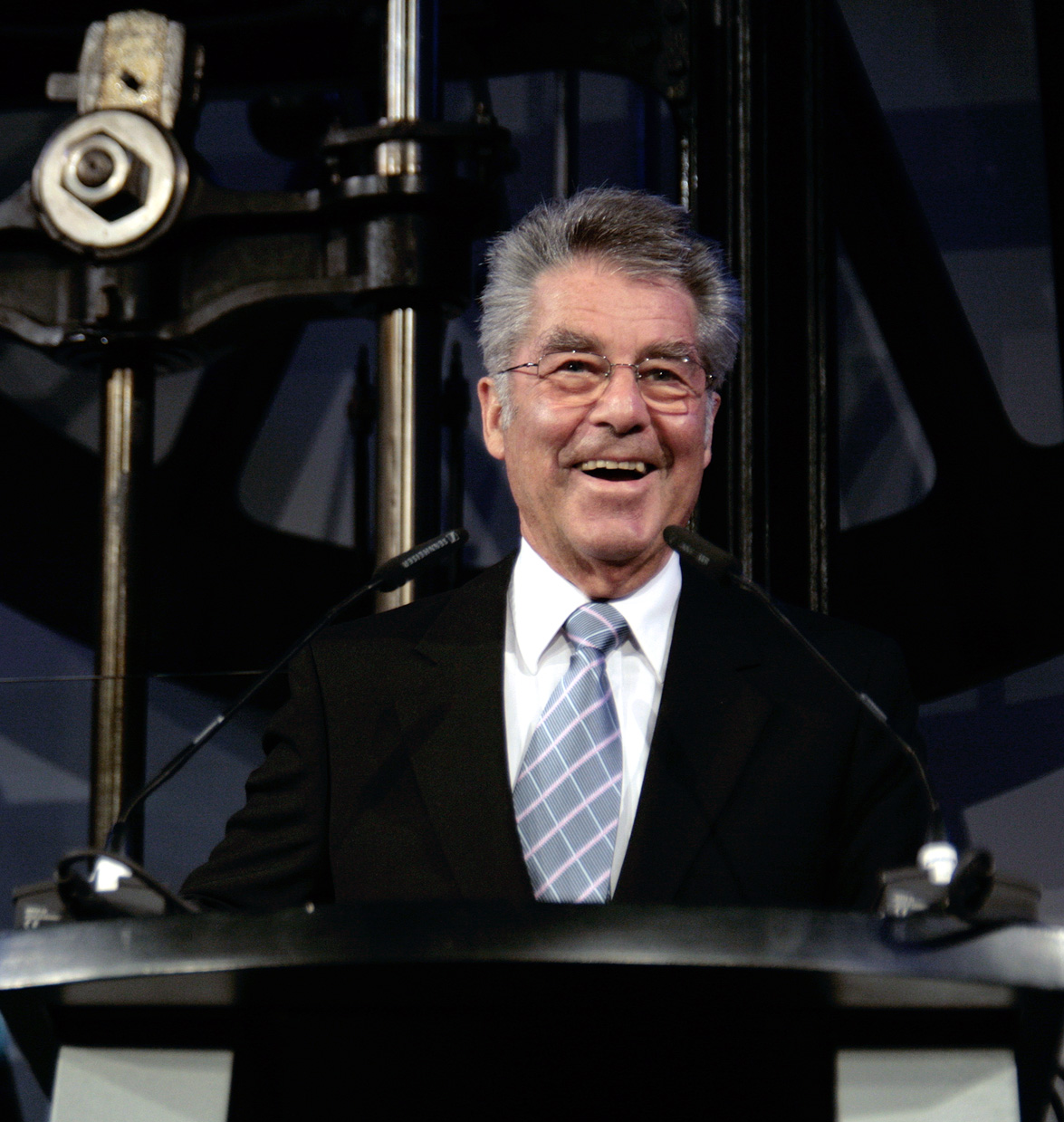
Heinz Fischer, președintele actual al Austriei

La alegerile generale de la sfârșitul anului 1999, Partidul Libertății (de extremă dreaptă), condus de Jörg Haider, atrage 27% din voturi, fiind al doilea după Partidul Popular.
Liderul popular Wolfgang Schüssel formează coaliție cu Jörg Haider și astfel, pentru prima dată în istoria post-belică, la conducerea unei țări vest-europene participă un partid de extremă dreaptă.
Acest lucru nemulțumeste electoratul și provoacă indignare în întreaga Europă, mai ales când se descoperă faptul că Haider a manifestat simpatii naziste și antisemite.
Drerpt consecință, celelalte 14 țări membre UE îngheață relațiile diplomatice cu Austria, iar Israelul și apoi SUA își retrag ambasadorii.
În mai 2000, Haider demisionează de la conducerea Partidului Libertății, fiind inlocuit de aliatul său, Susanne Riess-Passer.
În ianuarie 2002, Austria adoptă moneda unică europeană, euro.
În septembrie 2002, Partidul Libertății se retrage din coaliția de guvernare.
La alegerile din noiembrie, același an, Partidul Popular iese învingător.
Din nou formează coaliție cu Partidul Libertății în februarie 2003, alianță care s-a menținut până în aprilie 2005, când Partidul lui Haider se scindează, acesta formând un alt partid, Alianța pentru Viitorul Austriei (BZÖ).

#### Guvernarea "Marii coaliții" (2007 până în prezent)
La alegerile generale din octombrie 2006 creditul acordat partidului Popular ajunge la numai 8% (față de 34% cât avusese anterior), în timp ce social-democrații obțin 35% din voturi.
Niciunul din marile partide nu era capabil să formeze o coaliție cu cele mici: Verzii (care au ieșit pe locul trei pentru prima dată), Partidul Libertății, ambele obținând câte 11 procente sau BZÖ, care a obținut 4%.
Pentru a-și mări capitalul politic, Partidul Libertății duce o campanie anti-imigrație și anti-islamică.
În ianuarie 2007, se formează o altă "mare coaliție", dintre social-democrați și populari, având la conducere pe Alfred Gusenbauer, în funcția de cancelar.